# Pietracamela
Pietracamela (La Pròtë in dialetto locale) è un comune italiano di 200 abitanti della provincia di Teramo in Abruzzo.

## Geografia fisica

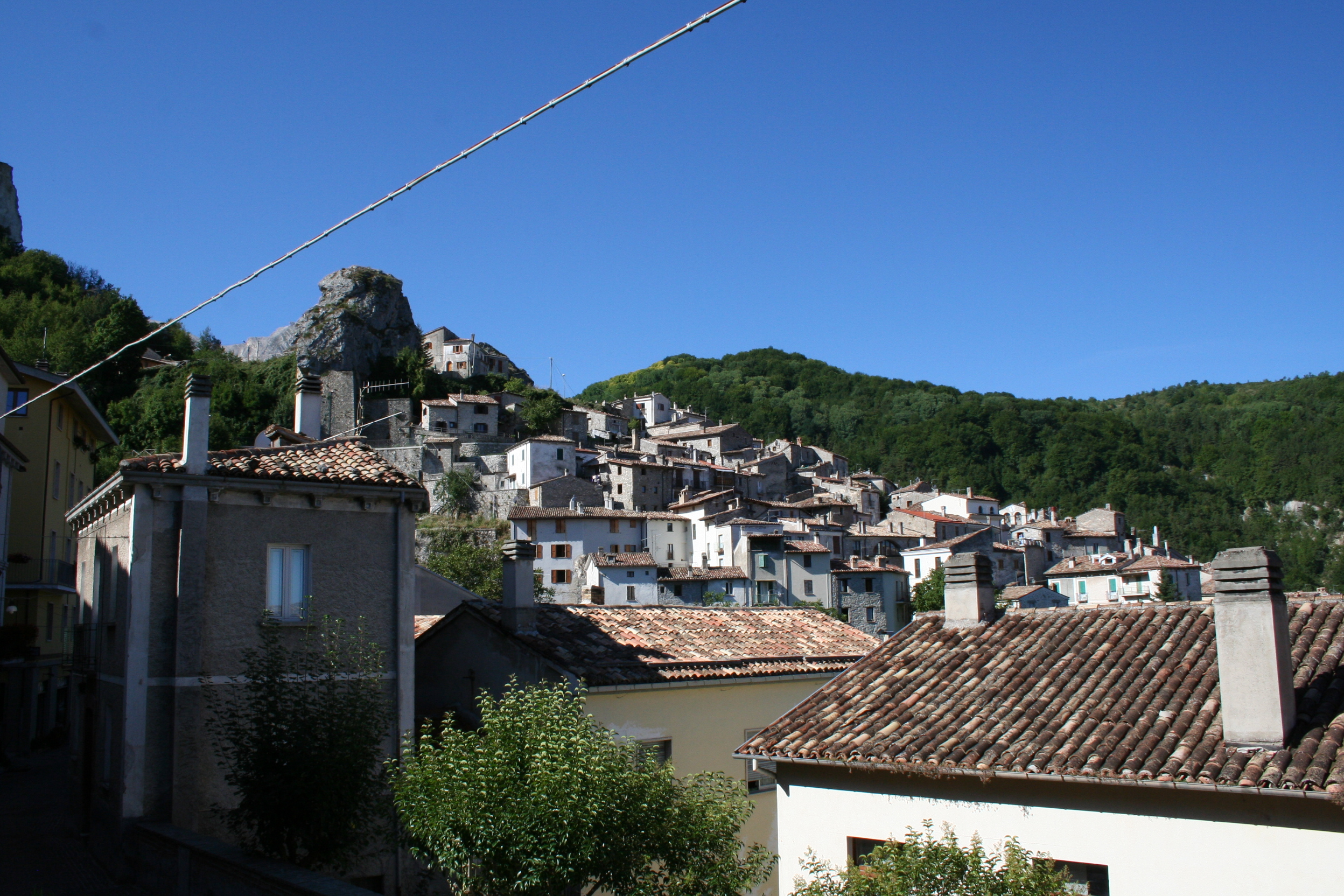
Panoramica del paese

### Territorio

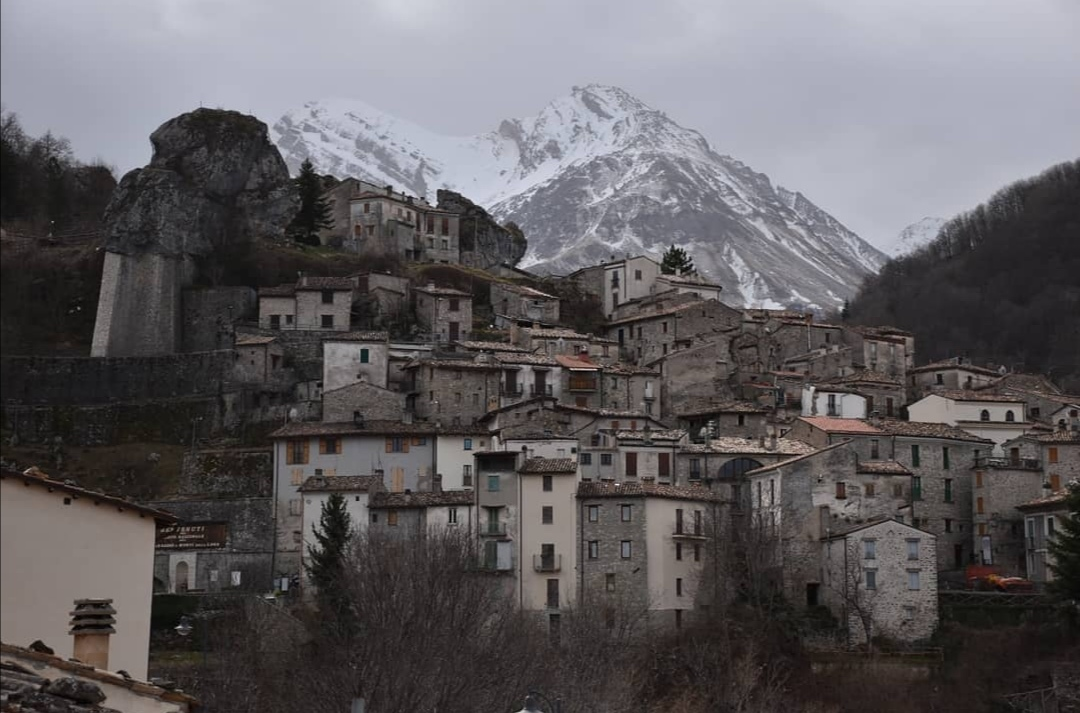
Pietracamela, la veduta del borgo. Dietro il Gran Sasso d'Italia

Il piccolo centro sorge a destra del corso del Rio Arno, alle falde settentrionali del massiccio del Gran Sasso d'Italia, al riparo dei roccioni calcarei che delimitano in basso la località di Prati di Tivo, verde declivio morenico che si eleva verso il Corno Piccolo e il Corno Grande della cima più alta dell'Appennino centrale. Il suo territorio comunale rientra nell'ambito di competenza della Comunità montana del Gran Sasso ed è l'unico della provincia teramana interamente compreso nell'area del Parco Nazionale del Gran Sasso e Monti della Laga zona “O”. Fa parte del territorio del comune anche la frazione di Prati di Tivo posta a 1450 m di altitudine e sede dell'omonima stazione sciistica.
Il paesaggio che circonda questo centro è caratterizzato dalla presenza di pareti scoscese, ricoperte da folta e rigogliosa vegetazione costituita prevalentemente da secolari boschi di faggio dell'Aschiero. Il borgo si trova abbarbicato ed isolato sull'altura che domina il vasto panorama sulla valle del Rio Arno, lungo il versante teramano del Gran Sasso, ed appare prevalentemente costruito e restaurato in pietra locale. Sviluppa il suo compatto impianto architettonico, costituito da edifici elevati, con ciottoli e pietre unite da legante, tra il XV e XVI secolo,  conservando peculiari caratteri di autenticità. Tra le strette viuzze, vicoli, stradine a gradinata, punteggiate da piccoli balconi e da terrazzine-belvedere, si trovano numerosi architravi fregiati con stemmi gentilizi e epigrafi. Transita qui un tratto della grande Ippovia del Gran Sasso.

### Riserva naturale del Corno Grande di Pietracamela
Nel territorio del comune è stata istituita, nel 1991, la Riserva naturale del Corno Grande di Pietracamela. L'intera area è stata destinata alla reintegrazione e ad un programma di ripopolamento del camoscio d'Abruzzo, mammifero artiodattilo della sottofamiglia dei caprini, da tempo estinto. La zona della riserva copre una superficie montana di 2 000 ettari e comprende al suo interno il Corno Grande, il Ghiacciaio del Calderone, la Valle del Rio Arno, la Valle del Mavone, Campo Pericoli, il Pizzo d'Intermesoli ed il Bosco della Giuncheria. L'habitat di questi rilievi è l'ambiente naturale del camoscio appenninico, specie endemica dal comportamento schivo e isolato. Il territorio, costituito dall'alternanza di ripide pareti rocciose, prati alpini ed aree boschive con ricco sottobosco, ha favorito la reintegrazione e l'incremento numerico della presenza della specie, reintrodotta nella campagna di ripopolamento del 1992.

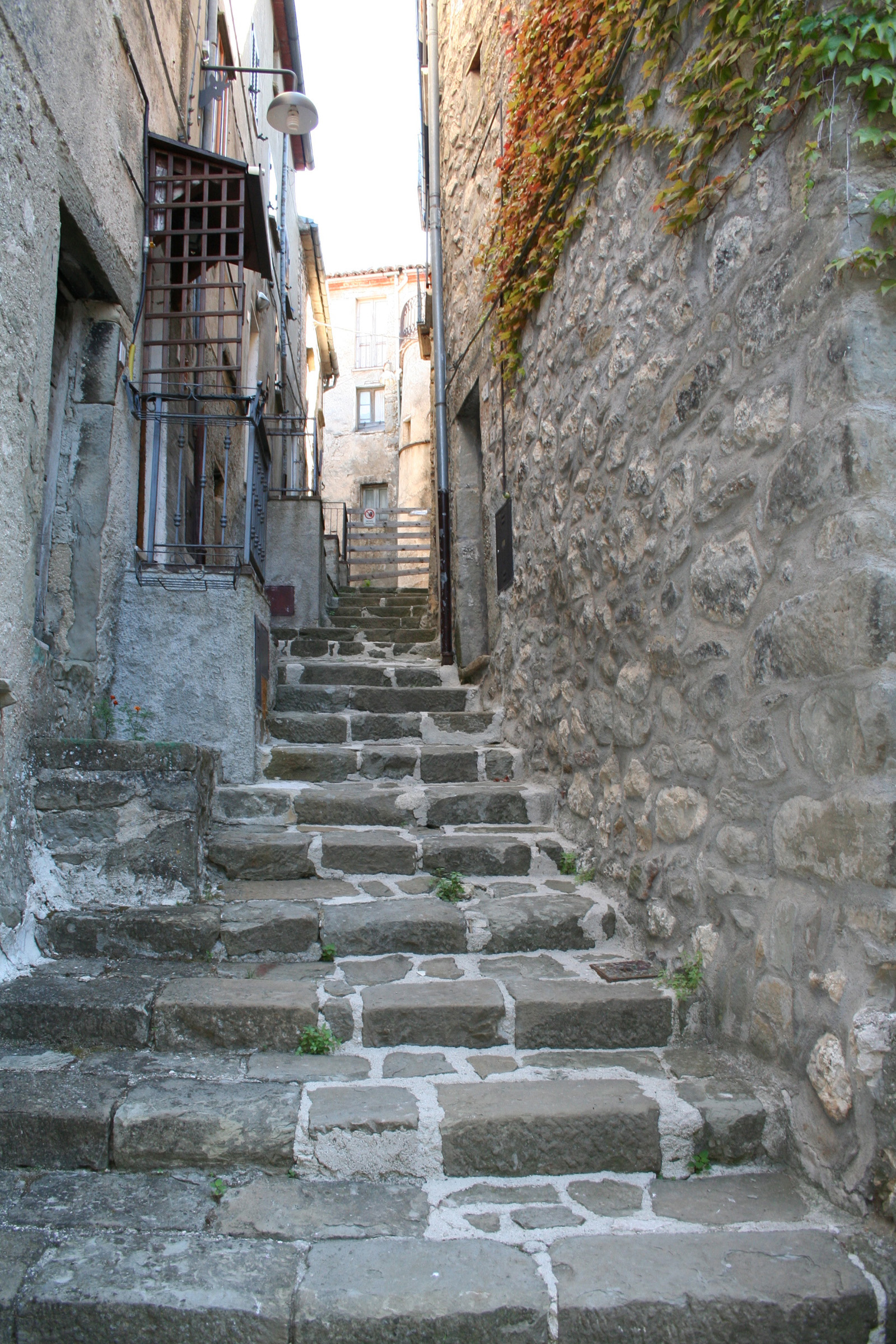
Interno del borgo.

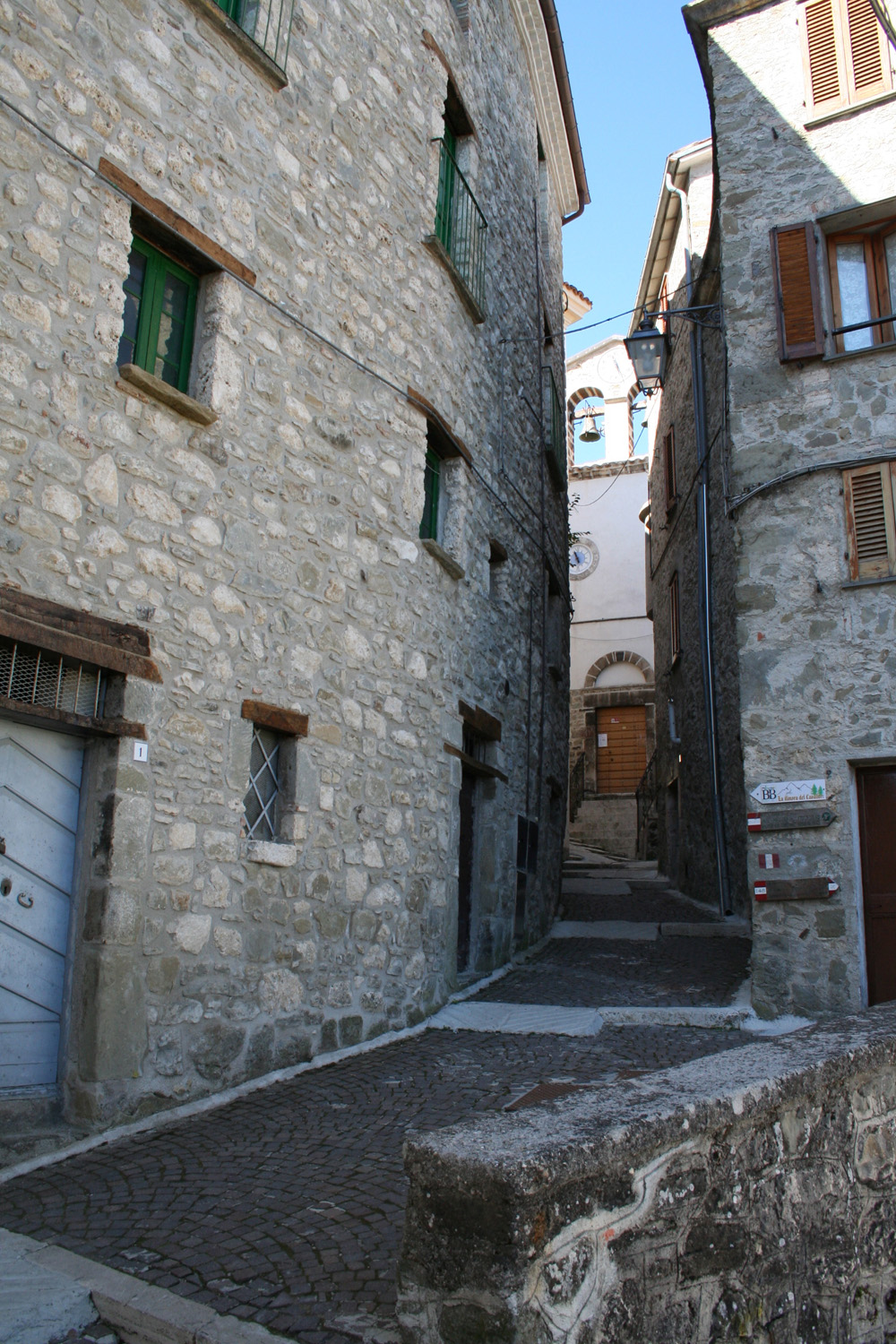
Via Vittorio Veneto, sullo sfondo la chiesa di San Giovanni Battista.

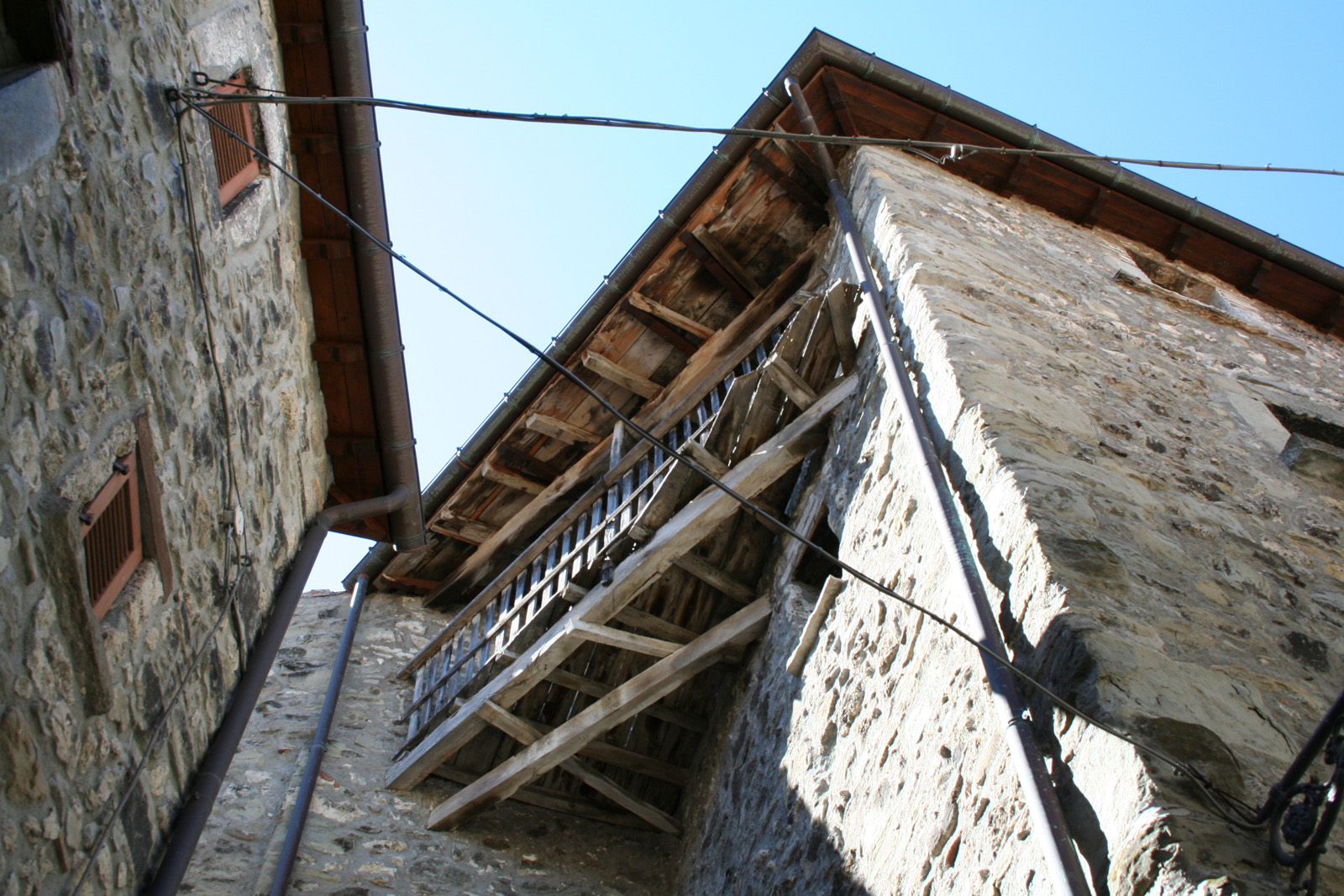
Gafio in legno.

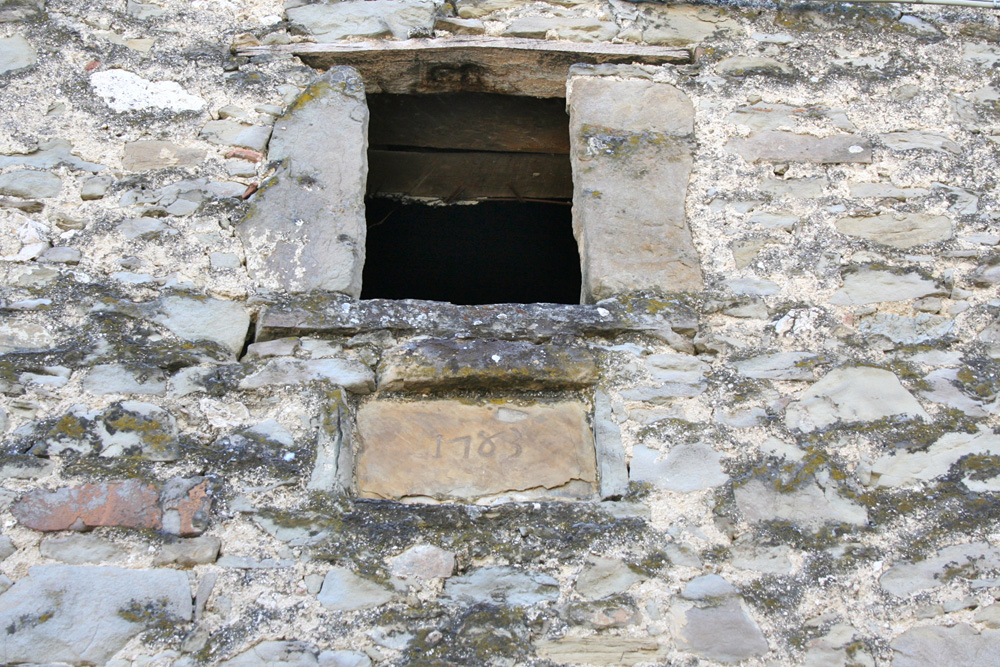
Finestra con pietra murata datata 1783.

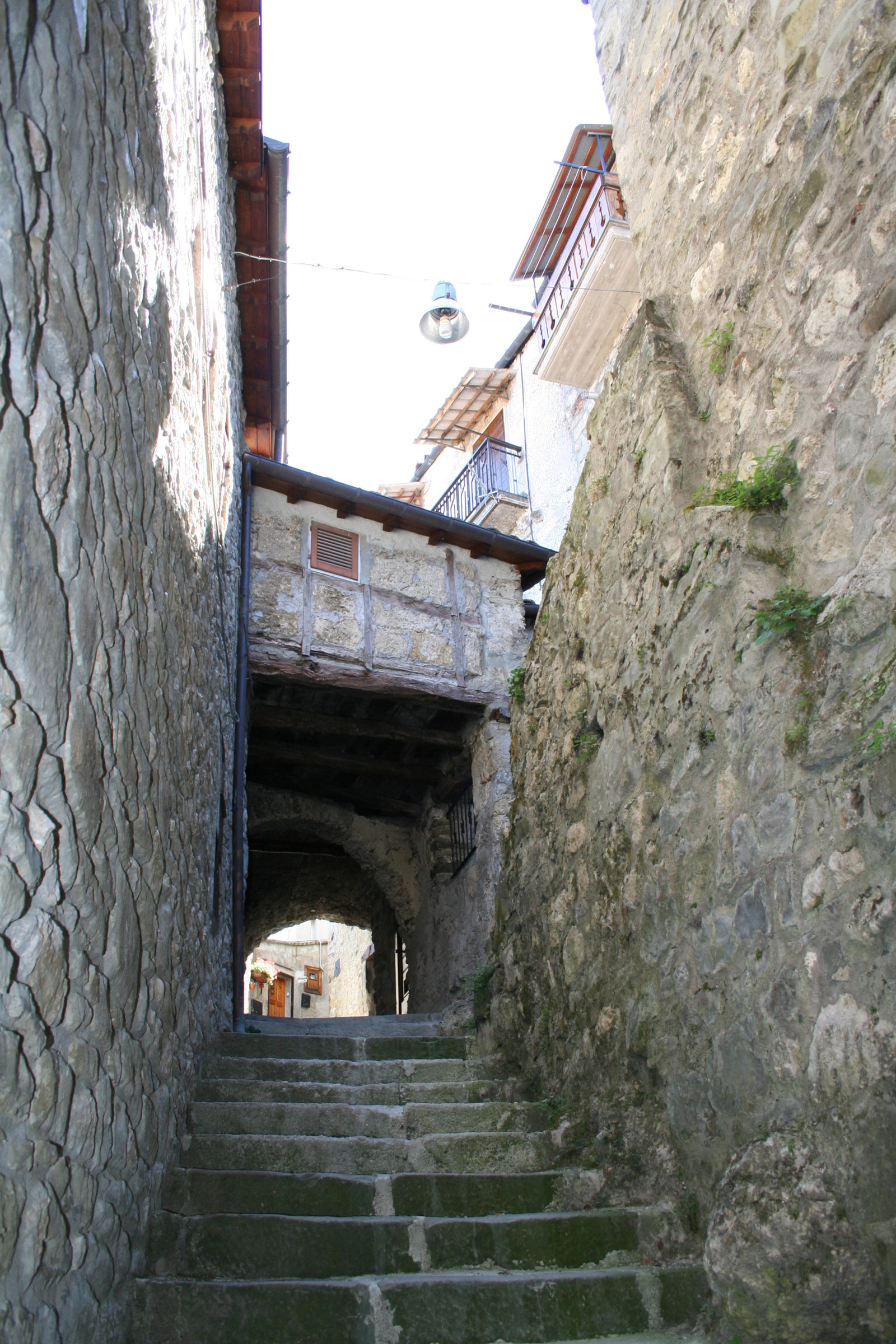
Interno del borgo.

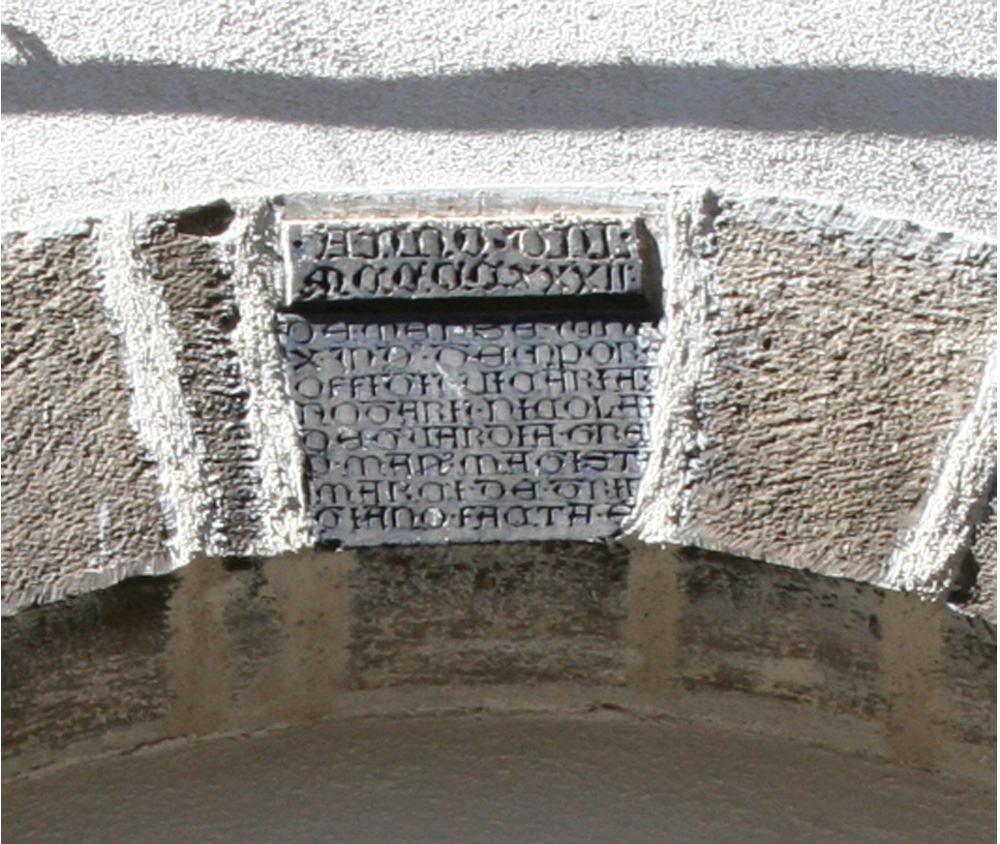
Epigrafe del 1432, la più antica del borgo, scolpita sulla chiave di volta della chiesa di San Giovanni Battista.

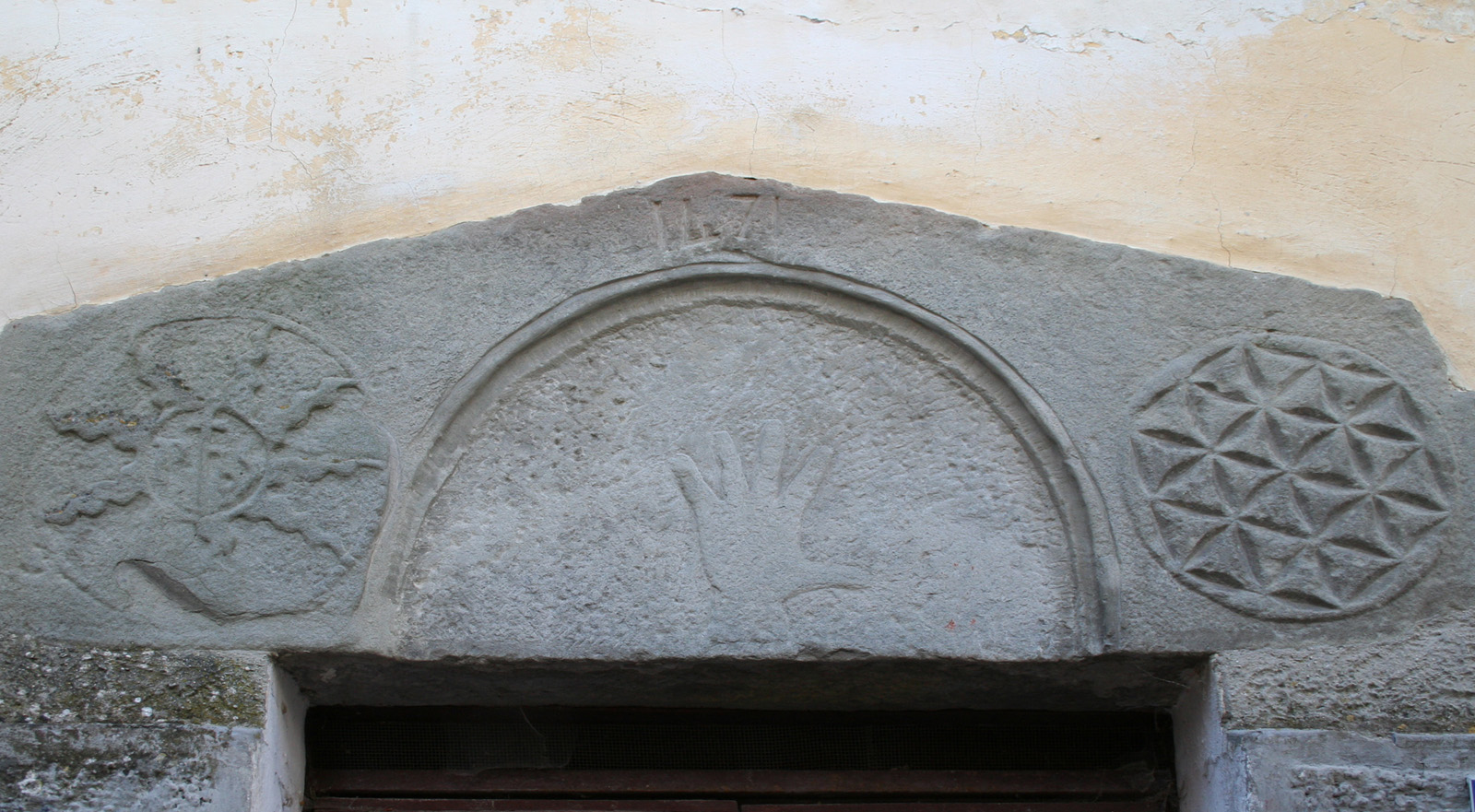
Architrave del 1471 con trigramma bernardiniano e fregio ad esagono disegnato nel cerchio.

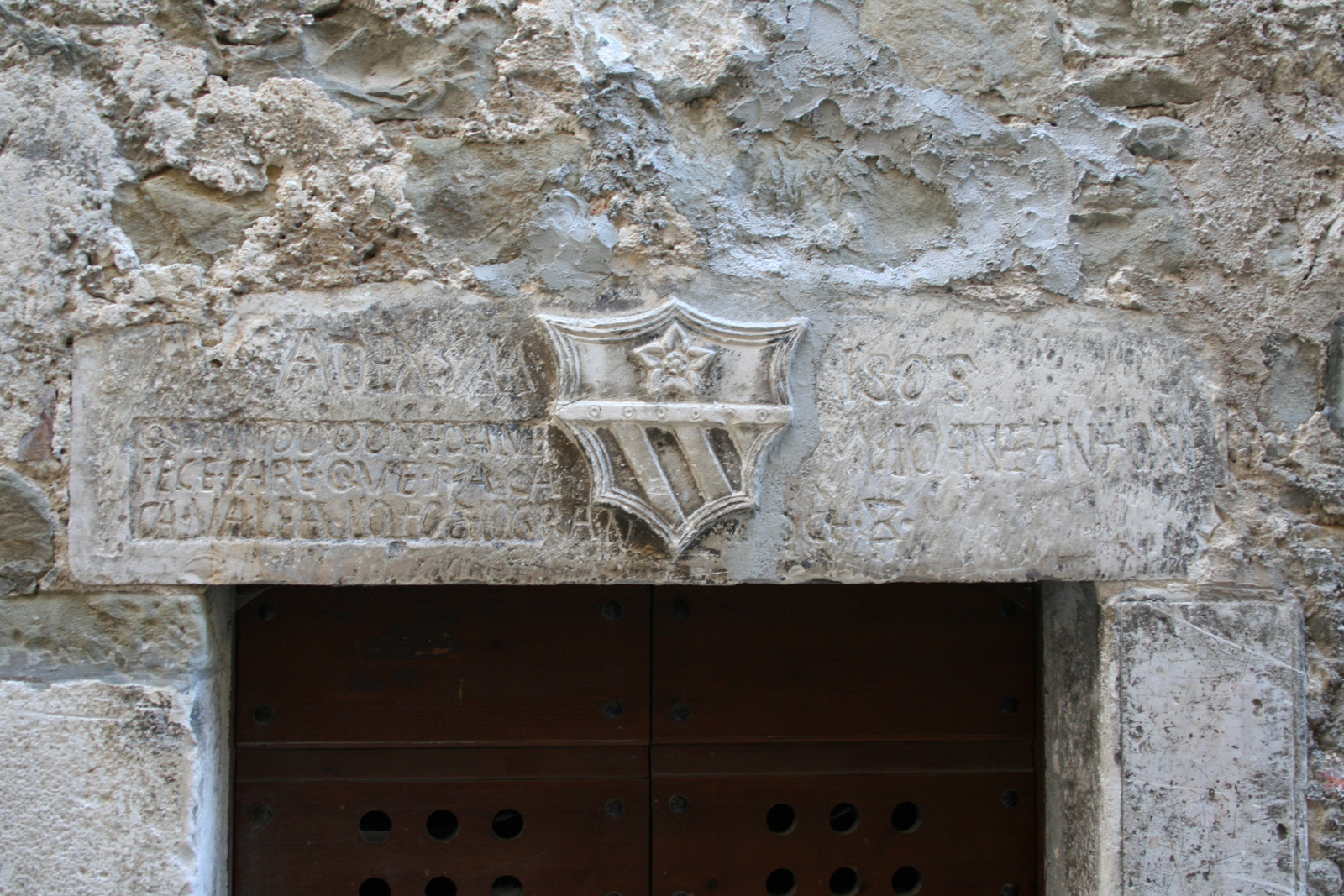
Architrave del 1505 con epigrafe e stemma della famiglia Orsini.

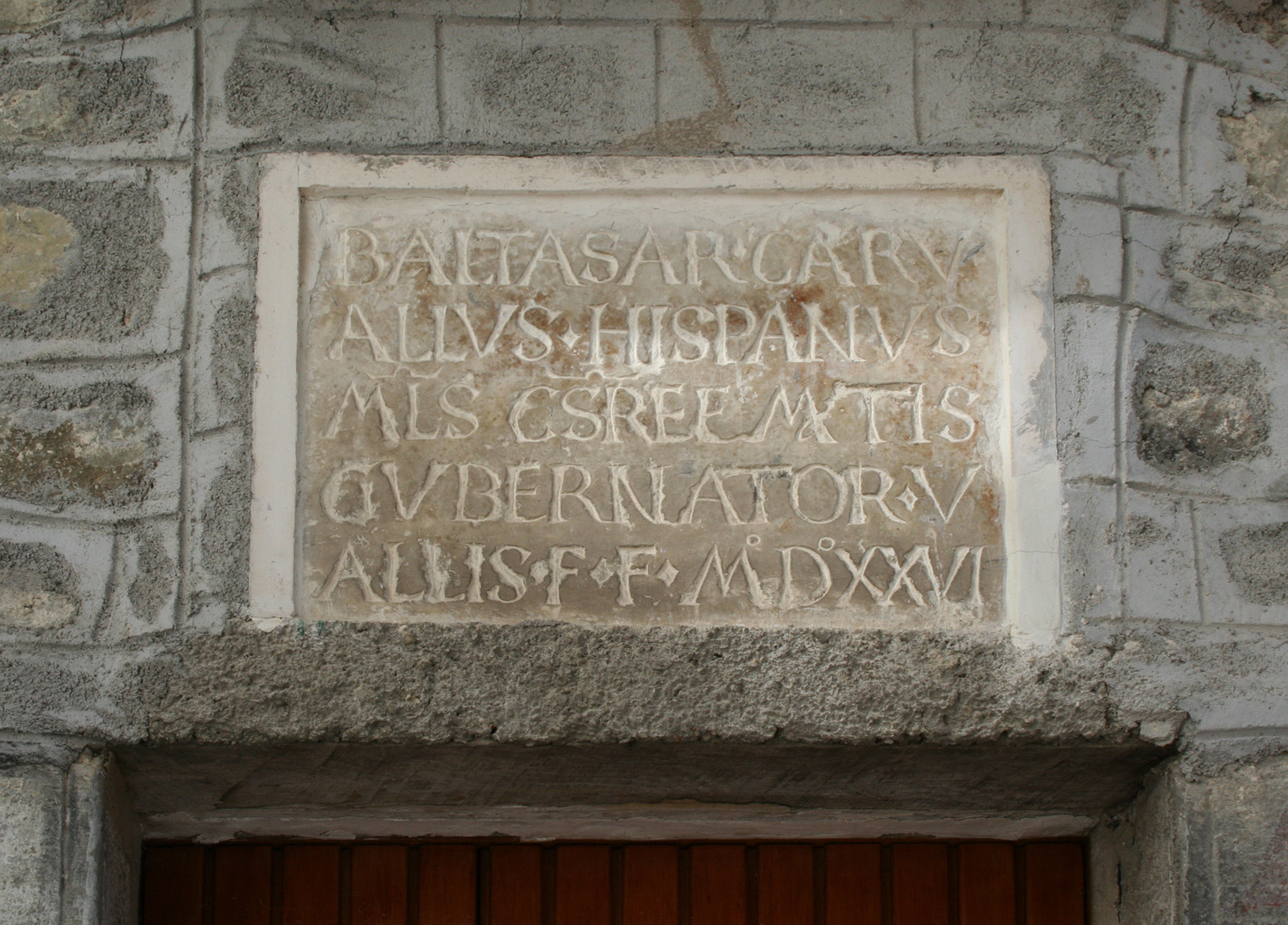
Epigrafe del 1526 del Governatore Baltasar Carvallus, in Piazza Cola di Rienzo.

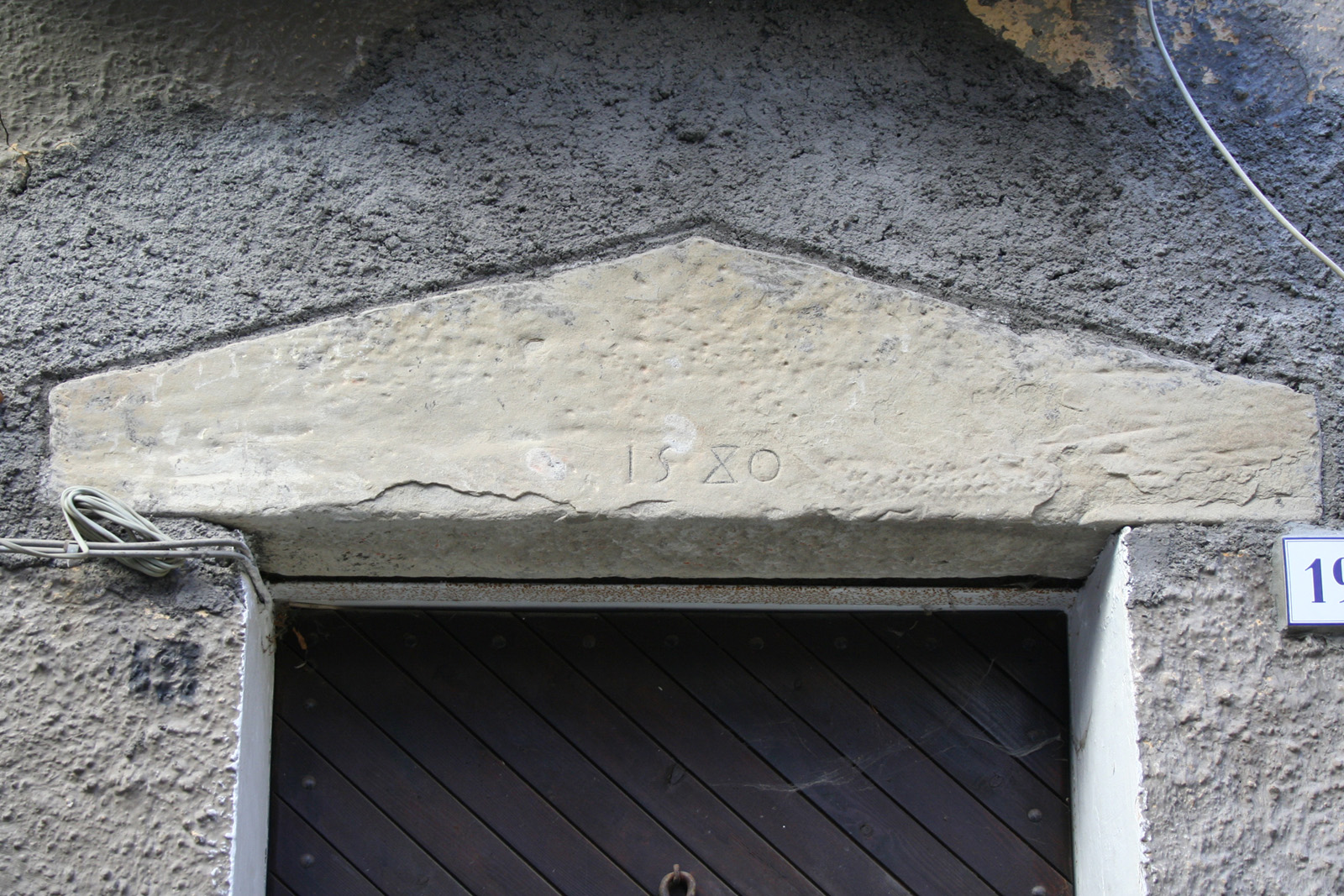
Architrave con la data 1580.

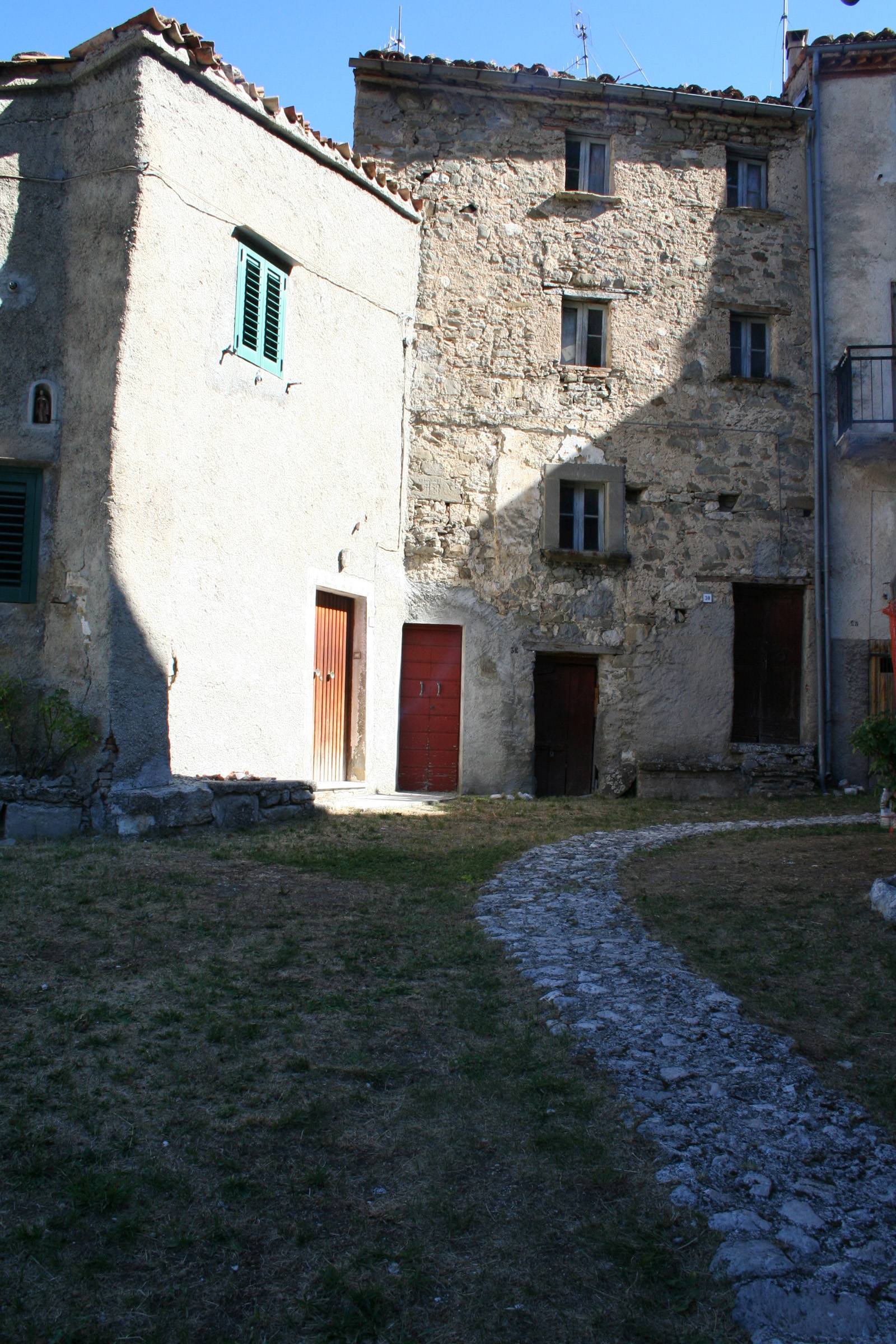
Interno del borgo.

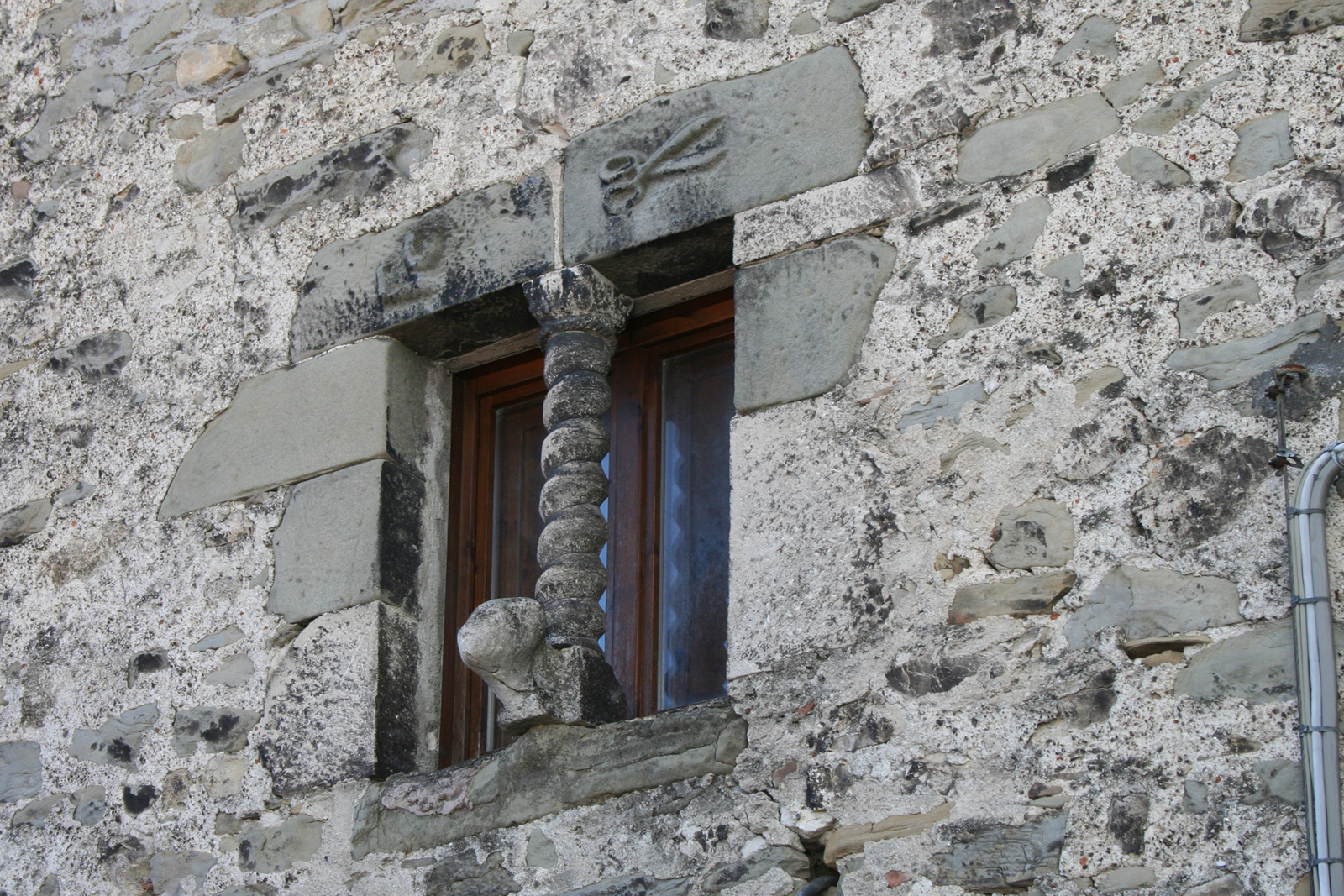
Bifora con i bassorilievi della testa e delle forbici.

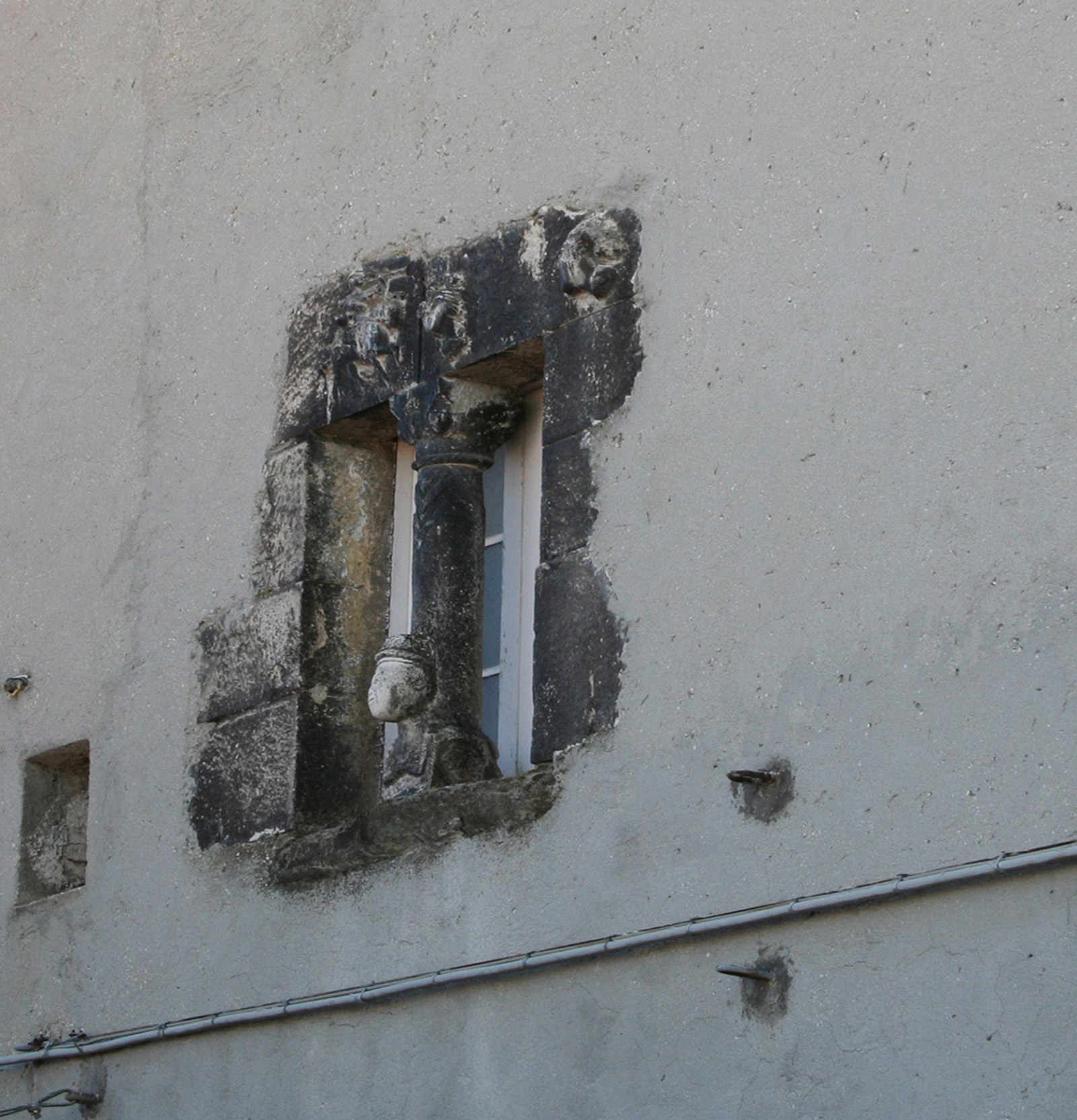
Bifora con il cavaliere suonatore di tromba.

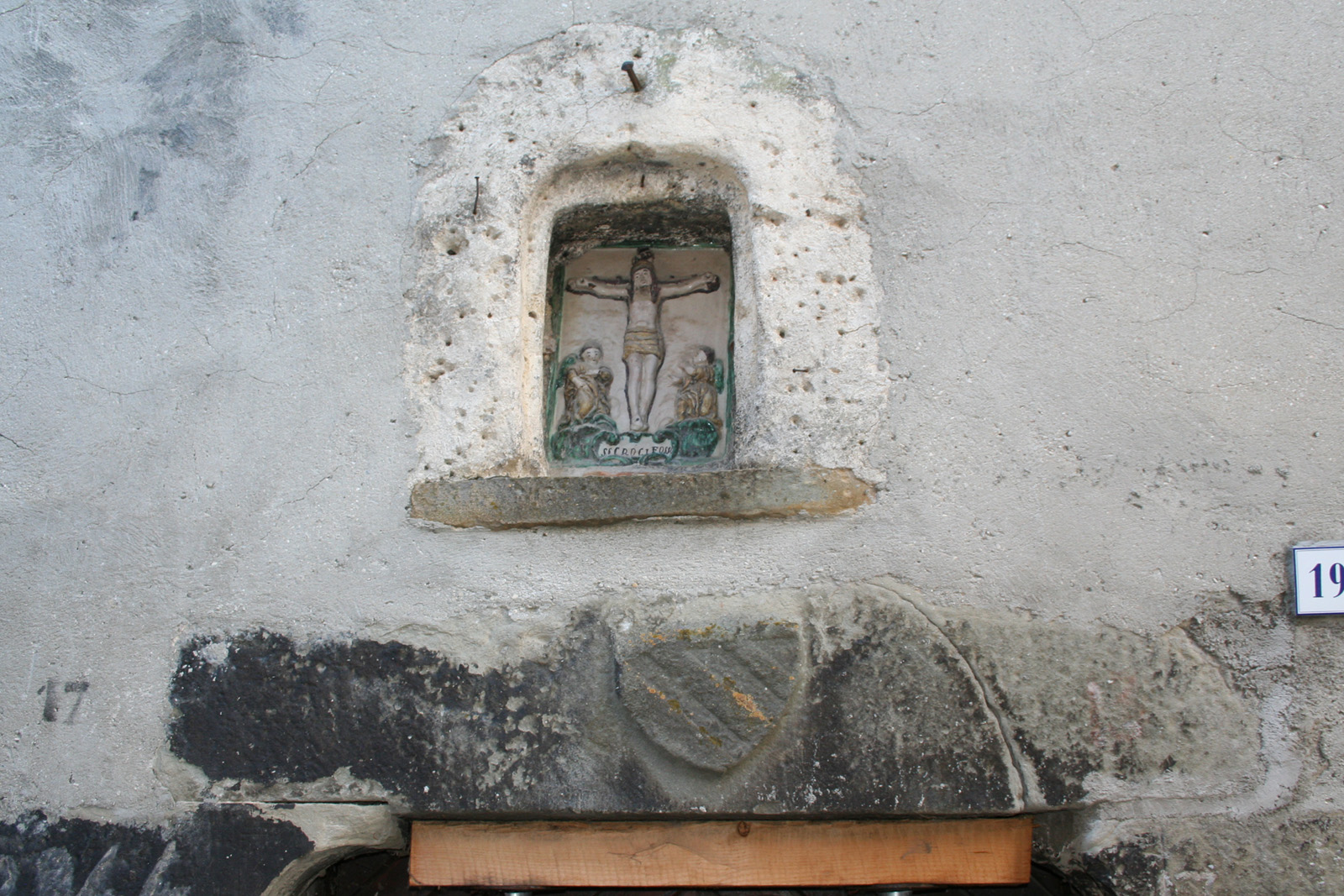
Crocifisso di maiolica.

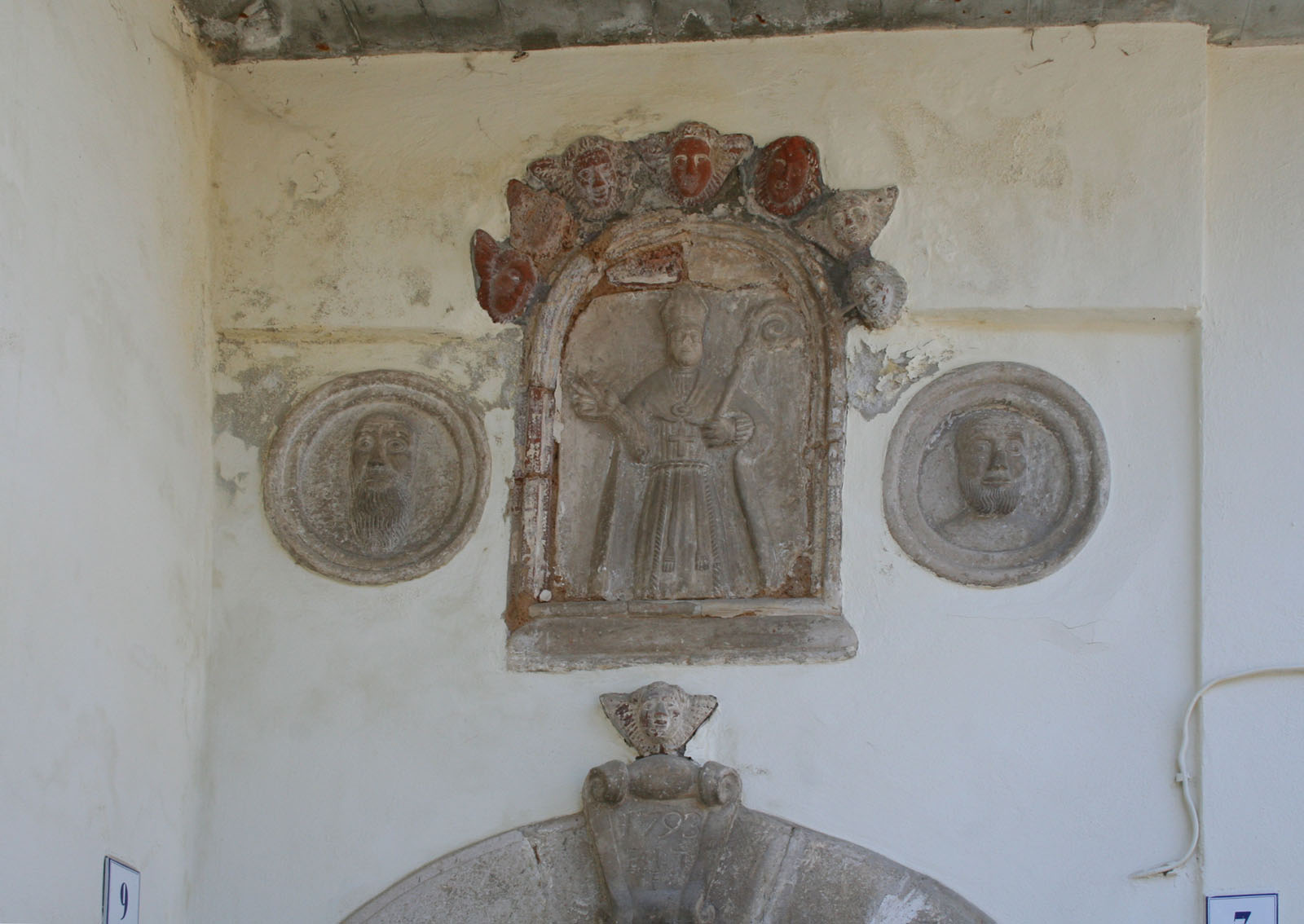
Portale in pietra del 1793 ed effigie di san Leucio in abiti vescovili con due busti barabati, in Largo Cola di Rienzo.

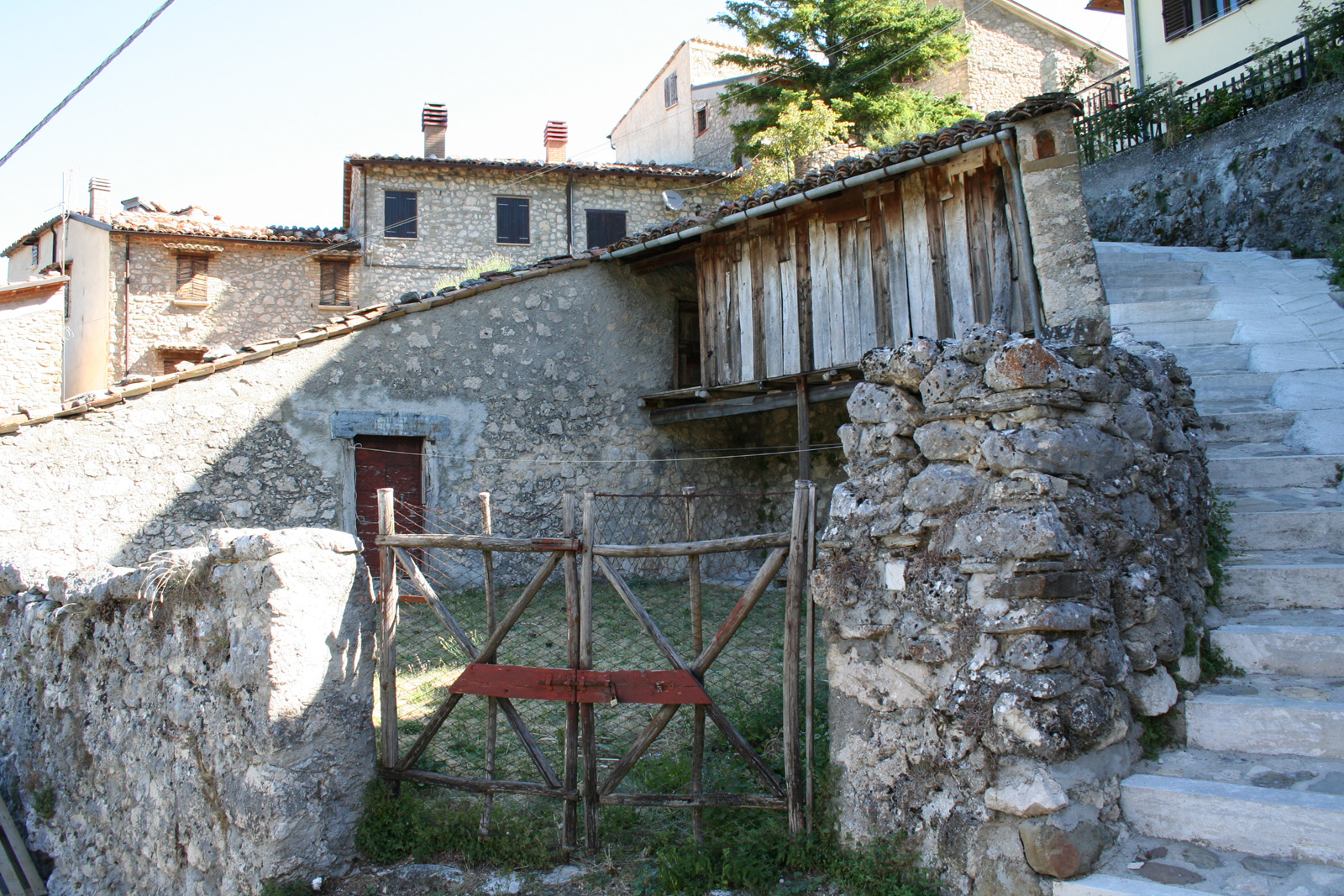
Interno del borgo.

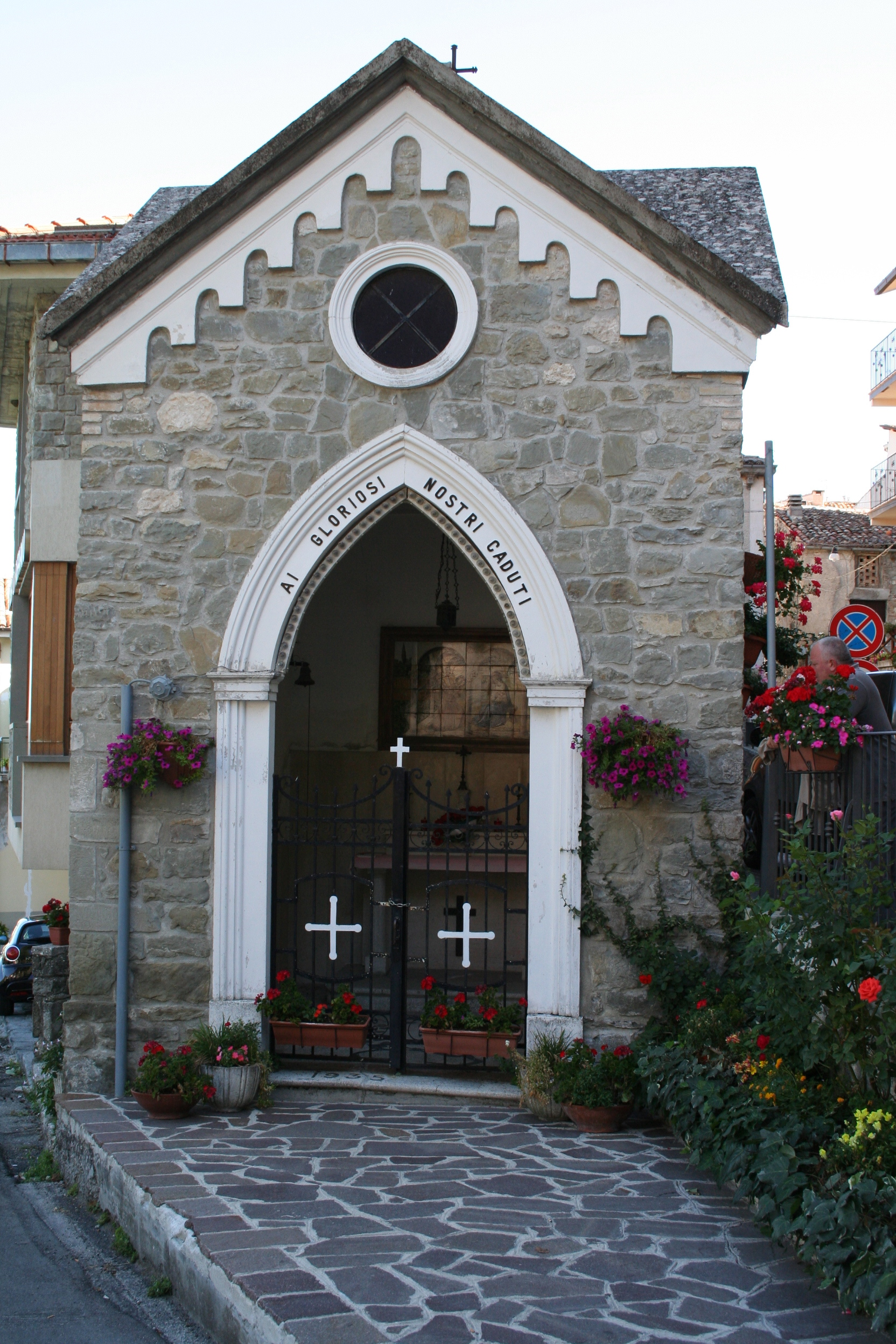
Monumento ai Caduti.

### Clima
Posto sul versante nord del Gran Sasso.

## Origine del nome
Nel corso dei secoli, questo borgo è stato identificato con diverse denominazioni. Al tempo della Regio V Picenum, in epoca augustea, compare come Pietra Cimmeria.
Le citazioni, risalenti al XIV secolo, riportano il solo toponimo di Petra. In seguito,  il paese è stato individuato con il nome di Petracameri, Petra Camerii, Petra Camelis oppure Camelii ed, ancora, Castri Camelorum e oppida Prete Camelorum. Nel XVII secolo, in alcuni documenti si trova come Petra Cimmeria, mentre dal XVIII secolo è citato come Pietra Camela e così riportato nella dedica che il Gravina rivolse a Ferdinando Paolo di Mendoza nel 1717. Al fine di attribuire un preciso significato a questo toponimo, gli storici sono univocamente concordi nello scomporre il nome del paese nelle due parole: Pietra e Camela.

### Pietra
Al primo termine è assegnata l'origine etimologica derivante dal lemma paleo-italico petra, che vuol dire: pietra, roccia. Parola idonea a descrivere la presenza del grosso macigno che sovrasta l'intero centro abitato.

### Camela
Vi è molta incertezza, invece, sull'attribuzione del significato alla seconda parte del toponimo, quella da cui deriverebbe Camela, che è stata oggetto di diverse ipotesi interpretative, quali:
- Cimmeria – Parola che potrebbe essere legata al popolo dei Cimmeri stanziatosi nel I millennio a.C. nell'area territoriale del Mezzogiorno d'Italia.[13] Ernesto Giammarco scrive che la nomenclatura di Petra Cimmeria poteva indicare un «luogo abbastanza tetro e cavernoso» che poi mutò in Pietra Camela per descrivere la forma a gobbe di cammello del macigno roccioso che sovrasta il paese.[4] L'ascolano Renzo Roiati formula un'ulteriore ipotesi attingendo dal presupposto riferito dallo storico Febo Allevi che ricondurrebbe la parola Cimmeria alla varroniana Sibilla Cimmeria. Negli scritti di Allevi si legge: «La Sibilla Cimmeria è proiettata molto innanzi negli anni, viene in genere accostata a quella di Cuma e le sue tracce sono presenti nella direttrice che, passando per Amatrice tocca il Gran Sasso e, alta sulle valli del teramano e del basso Piceno, era un tempo una Pietra Cimmeria, oggi Preta Camela»[14]
- Cameria - Alcuni autori, tra i quali Luisa Franchi Dell'Orto ed Ernesto Giammarco, riconducono questo termine alla radice camar o camer, ricorrente nelle denominazioni di località appenniniche dell'Italia centrale e dell'Abruzzo, ricollegabile anche all'espansione del popolo italico dei Camerti che fu presente sul versante adriatico dell'Appennino centrale.[4][10] Denominazione, (Petra Cameria), che si trova riportata su una lapide del borgo murata presso casa Peretti. Lo stesso nome Cameria si ritrova affiancato al termine Pietra nei documenti conservati presso l'Archivio Comunale del Catasto Pre-Onciario del paese risalenti all'anno 1694 in cui compare l'intestazione di "Universitas Terrae Petre-Cameriae".[13]
- Cacumeria - A voler significare: pietra in cacumine, denominazione che potrebbe indicare la presenza della grossa pietra posta alla sommità del paese.[13]
- Cumerij - Termine che potrebbe derivare dal lemma latino: "cumerum, i" o "cumerium, ii", che ne descriverebbe la caratteristica montuosità del territorio.[13]
- Camela - Denominazione di uso corrente che potrebbe trovare la sua origine dalla corruzione della parola Cameria. Nell'Archivio Comunale si trova un documento che descrive il nome del borgo come Pietra Camela seu Cameria.[13]

È da notare, comunque, che l'attuale comune molisano di Sant'Elena Sannita fino all'Ottocento era chiamato Cameli.

## Storia
Il silenzio delle fonti documentali impedisce di conoscere l'esatta storia dell'origine del borgo e il periodo in cui vi crebbero i primi insediamenti.
Antonio Montesanti cita la località col toponimo di «Pietra Cimmeria» e la colloca nel territorio della Regio V Picenum descrivendola come appartenente al popolo dei Pretuzi Piceni («Pretutti Piceni»).
Gli autori locali ricordano che «monte e a valle del villaggio sorgevano tre piccoli centri: Plicanti, Riouso e San Leucio», di cui restano modeste testimonianze. Alcune ipotesi sulle origini dell'insediamento attribuiscono la fondazione del paese a popolazioni abruzzesi che si stabilirono, intorno al XII secolo, tra i monti considerandoli luoghi più sicuri per sottrarsi alle invasioni nemiche. Alcuni autori ritengono che i primi residenti di Pietracamela siano stati gruppi di pastori o di cardatori di lana giunti dalla Puglia.
Le prime citazioni documentate dell'esistenza certa del paese risalgono all'anno 1324, quando, individuato con il solo nome di «Petra», è stato nominato a proposito della decima che la chiesa di «San Leutii de Petra in Valle Siciliani» era tenuta a pagare per l'annualità della VII indizione. In seguito, altre menzioni del paese si rintracciano durante i periodi delle dominazioni degli angioini e della Corona d'Aragona, tempi in cui il borgo fu feudo della nobile famiglia degli Orsini. Nell'anno 1454 re Alfonso convalidò il possedimento di «Petracameria» a Giacomoantonio Orsini dopo la morte del padre Giovanni. In seguito, nel 1496, il borgo fu unito al contado aquilano a seguito alla congiura dei baroni. Nell'anno 1479, Antonello Petrucci mediante la stipula di un atto di vendita trasferì la proprietà delle terre e dei castelli della Valle Siciliana, tra cui «Petram Camelis seu Camelii», a Pardo Orsini, uomo che sposò Dianora Petrucci figlia di Antonello. Nel 1495, re Carlo VIII confermò a Pardo Orsini il possedimento di «Petra Camelis» ed ancora, nel 1502, la terra di «Petre Camelorum» fu restituita allo stesso Pardo da re Luigi XII.
Dal 1526 al 1806, le vicende storiche del borgo si legarono alle stesse della Valle Siciliana, area che includeva territori e paesi compresi tra il fiume Vomano e il fiume Mavone. Nel 1526 l'intera valle fu donata da Carlo V d'Asburgo a don Ferdinando (o Ferrante) de Alarcón, condottiero spagnolo noto per essersi distinto nell'assedio di Pavia del 1525. Ferdinando fu nominato marchese della Valle Siciliana e assegnatario anche della baronia di «Petra Camerii», infeudata fino ad allora a Camillo Pardo Orsini. I discendenti della famiglia Mendoza conserveranno il possesso del borgo fino all'abolizione del feudalesimo. Risale all'anno 1590 l'elevazione delle fortificazioni erette per volontà di Marcellus Carlonus, governatore della Valle Siciliana. Nel 1669, il paese annoverava 34 fuochi, come riportato nella conta che il marchese fece della valle. Gli atti notarili dall'anno 1697 attestarono la presenza della Confraternita del Rosario nella chiesa di San Leucio.
Nel periodo dell'occupazione francese, Matteo Manodoro, insorgente pretarolo e sostenitore dei diritti di re Ferdinando IV di Napoli, nell'anno 1779, si mise a capo di una massa che contrastava le truppe francesi di Napoleone III abbattendo gli alberi della libertà e piantando al loro posto la croce. Manodoro si scontrò con i Francesi e li sconfisse più volte, ma questi ultimi giunsero a Pietracamela ed incendiarono la sua casa mettendo a sacco il borgo. Nel 1806, anno in cui il governo napoleonico riformò le circoscrizioni territoriali, le sorti del borgo si slegarono dal governato della Valle Siciliana poiché il territorio della provincia teramana fu ripartito nei due distretti di Teramo e Penne, entrambi soggetti alla dominazione francese. Nel 1860, con la fine del Regno delle Due Sicilie, il paese fu unito al Regno d'Italia.

### Simboli
La blasonatura dello stemma e la descrizione del gonfalone civico si leggono all'Art. 3 del Titolo 2 del vigente Statuto del Comune di Pietracamela (Delibera n. 6 del 29.03.2002), come di seguito riportato.

#### Lo stemma
L'araldica dello stemma:
«Consiste di un rettangolo all'interno del quale sono raffigurati: scudo sormontato da corona muraria di colore giallo ocra, contornato a lato destro di foglie di quercia di colore verde ed a lato sinistro di foglie di alloro di colore verde, alla base dalla scritta PIETRACAMELA di colore marrone e contenente dall'alto verso il basso una montagna innevata, una fascia gialla con tre stelle di colore marrone ed un cammello a due gobbe di colore giallo poggiato su base pianeggiante dello stesso colore.»

#### Il gonfalone civico
La descrizione del gonfalone civico:
«Consiste di un drappo delle dimensioni di circa 1,20 m x 0,70 m diviso in verticale in bande colore bianco a sinistra ed azzurro a destra, lobato in basso. Sulla divisione verticale insistono, progressivamente verso il basso la scritta COMUNE DI PIETRACAMELA, che sormonta lo stemma del Comune. Il tutto contornato da tralci di foglie in azzurro intersecantisi nel lobo centrale e che si diramano sui lobi laterali.»

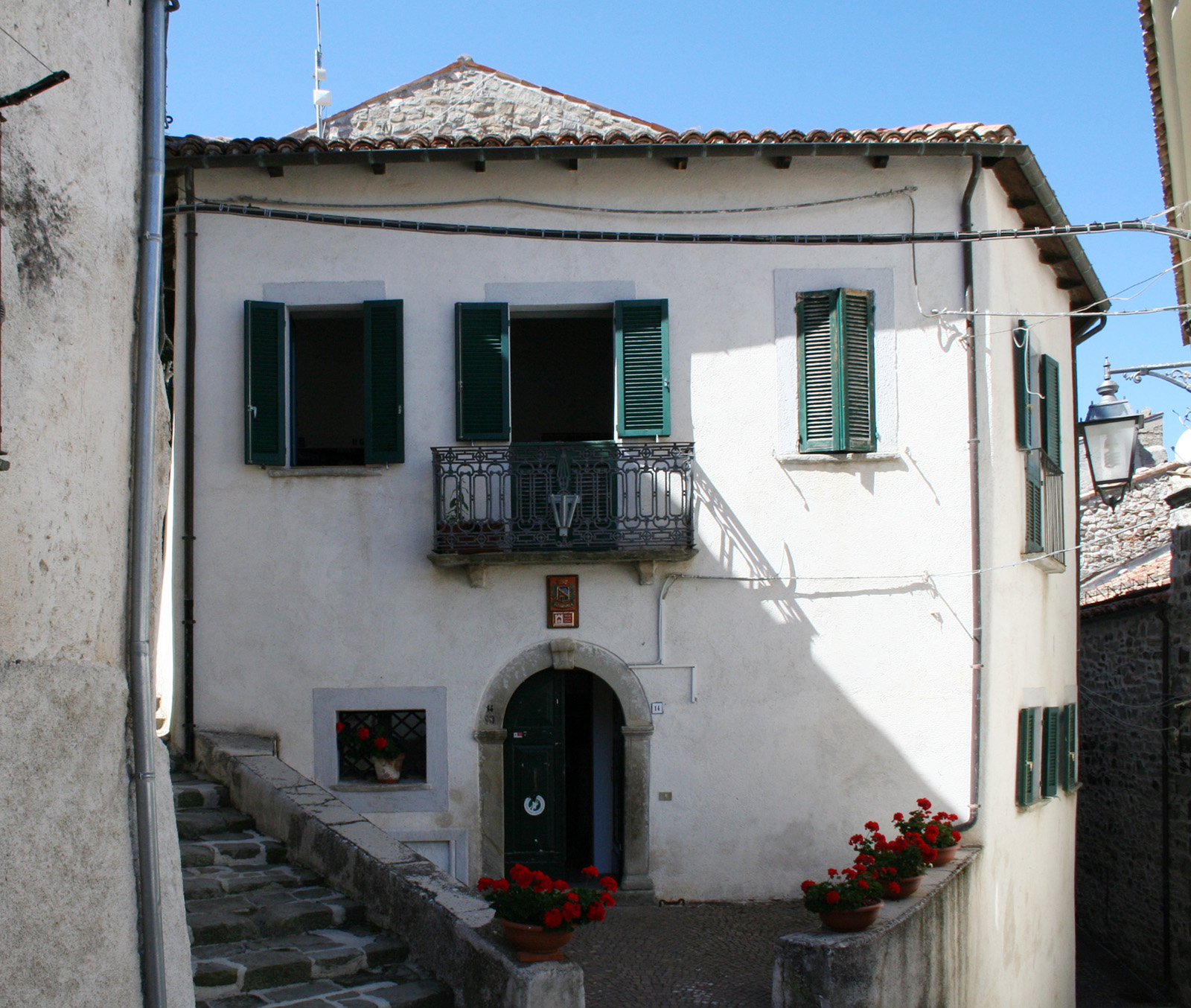
Sede temporanea del Municipio di Pietracamela presso le sale del Museo dell'Alpinismo, qui trasferita dall'anno 2009 quando il terremoto dell'Aquila ha reso inagibile l'edificio comunale.
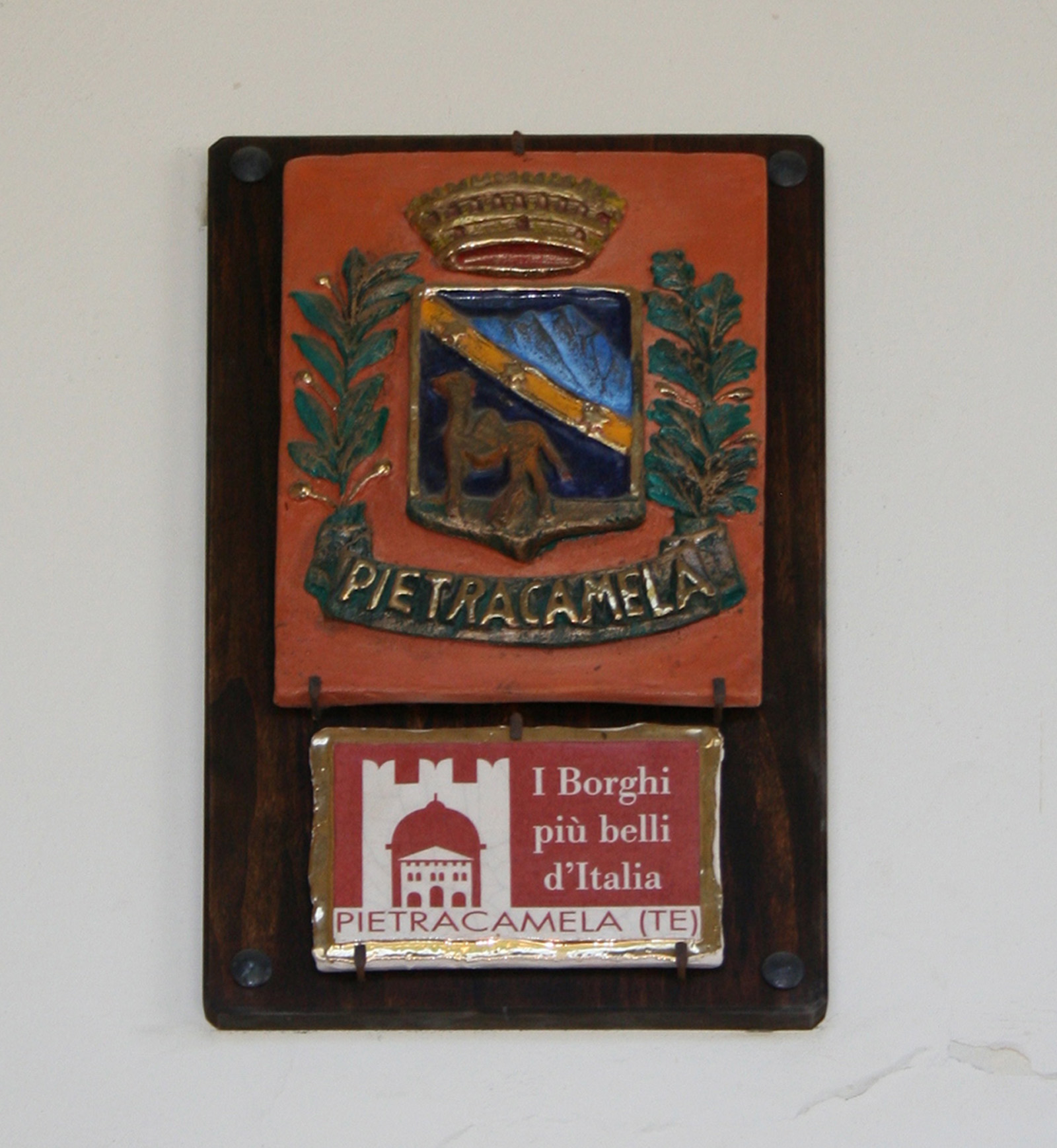
Stemma del Comune di Pietracamela sulla facciata del Municipio.
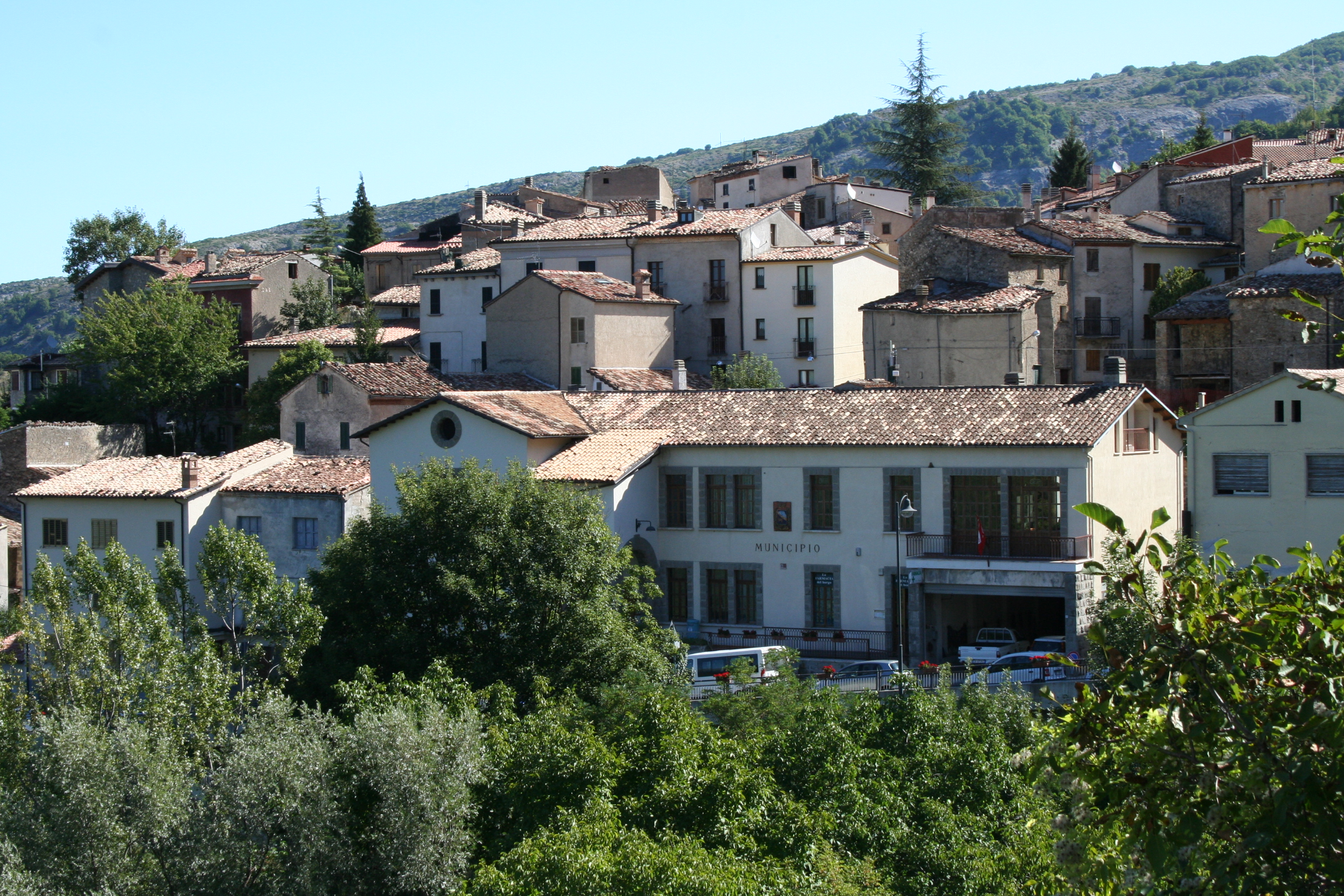
Edificio ove ha sede la Sala del Consiglio comunale.
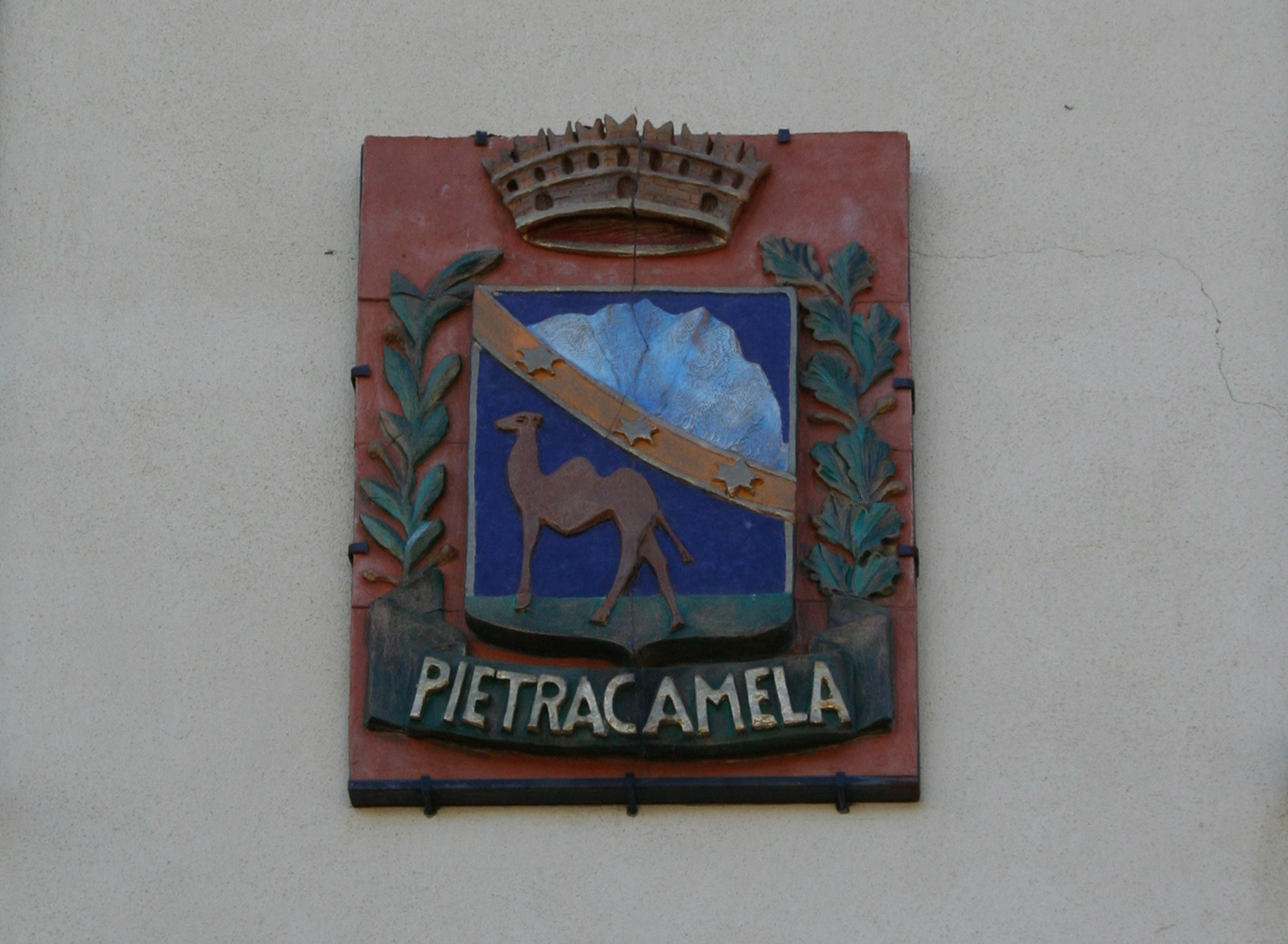
Stemma comunale sulla facciata della casa municipale.

### Epigrafia
Contribuiscono alla narrazione della storia del borgo di Pietracamela anche le numerose epigrafi, complete o frammentarie, presenti all'interno del paese. Come tracce, lasciate nel corso dei secoli, tramandano e testimoniano ancora oggi la memoria di date, vicende, eventi o di personaggi che ebbero nella realtà del borgo, nei diversi periodi, un particolare rilievo.
- L'iscrizione lapidaria e la rappresentazione dello stemma degli Orsini, scolpiti sull'architrave della porta della Casa di Don Ioane, oggi dimora privata, in via Vittorio Veneto, ricordano la presenza della famiglia a Pietracamela nell'anno 1505.
Il testo:
«ADIXSM – stemma - 1505
QVANDO . DON . IOANE – stemma – M . IOANI .
ANTONI
FECE . FARE . QVE . SVA . CA . - stemma
SA . VALEA . LOTOR(?)IO GRAN – stemma
40 CT(?). 8.»
è stato interpretato come: «A(nno) D(omini) IXSM /1505. Quando don Ioane / M (?) Ioani Antoni fece fare quest(sta) sua ca/sa valea lotor (?) 10 gran(i) 40 … (?)  8 (?).»[19]
- Risale all'anno 1526 l'epigrafe, scolpita in lettere maiuscole, murata sulla facciata di una privata abitazione che si trova in Largo Cola di Rienzo.
Il testo dell'iscrizione:
«BALTASAR . CARV
ALLUS . HISPANVS
MLS CSREE MTIS
GVBERNATOR . V
ALLIS. F.F. MDXXXVI»
interpretata come: «Baltasar Carvallus Hispanus M(i)l(e)s C(ae)s(a)re(a)e M(aiesta)tis Gubernator Vallis f(ieri) f(ecit) 1526»[19]

attribuisce la costruzione della casa a Baltasar Carvallus, cavaliere di origine spagnola e governatore della Valle Siciliana.
- Un supporto lapideo, murato all'interno di una privata abitazione, narra che Marcello Carlonus da Napoli, insigne governatore della Valle Siciliana, nell'anno 1590, fece erigire dalle fondamenta le strutture fortificate di Petra Cameria.[17]

Dal testo dell'epigrafe:

«MARCELLVS . CARLONVS
DE NAPOLI . GUBRNAT
or . INCLITVS VALLIS
SICVLE . MENIA HVIVS
Castri . PETRE . CAMERIE
A FVNDAMENTIS . ERI
GI . FECIT . ANNO DN .
1590»
così interpretato:
«Marcellus Carlonus de Napoli gubernator inclitus Vallis Sicul(a)e m(o)enia huius castri Petr(a)e Cameri(a)e a fundamentis erigi fecit anno D(omini) 1590»

### Eventi sismici
Cronologia di diversi eventi tellurici avvenuti negli anni:
- 1889 - Fu registrato un terremoto, che non lasciò traccia di penose memorie.
- 1909 - Nel febbraio di questo anno si verificò una scossa tellurica avente carattere sussultorio che causò il tremolio di piccoli oggetti, avvertita da poche persone. Il successivo 16 marzo, alle ore 15.14, a Pietracamela (come pure a Nereto) si registrò una scossa del 5º grado della scala Mercalli che durò 10 secondi e fu distintamente avvertita dalla popolazione.[21]
- 1932 - Il 12 luglio, alle ore 16.19, si registrò una scossa del 4º/5º grado della Scala Mercalli.
- 1950 - Il 5 settembre si verificò un terremoto, con epicentro Gran Sasso, che fece trepidare gli abitanti di Pietracamela e di Isola del Gran Sasso, ove provocò consistenti danni alle abitazioni private e vistose lesioni agli edifici pubblici.[22]
- 2009 - Il 6 aprile, il centro è stato investito dall'onda sismica del terremoto dell'Aquila e incluso nel perimetro del cratere con Decreto del Commissario Delegato per la Ricostruzione n. 13, del 20 luglio 2009, e n. 17 del 12 agosto 2009.[23]

## Monumenti e luoghi d'interesse

### Architetture religiose

#### Chiesa di San Leucio
All'inizio del paese, lungo la via che conduce verso l'interno del borgo, si trova la chiesa parrocchiale dedicata al patrono di Pietracamela san Leucio, primo vescovo della Diocesi di Brindisi. La primitiva costruzione, dall'impianto medioevale, è stata oggetto, nel corso del tempo e particolarmente in età barocca, di restauri e modifiche di cui sono rimaste a testimonianza le iscrizioni scolpite sull'architrave del portale maggiore. Lo storico teramano Niccola Palma la ricorda nominata nell'anno 1324 come la chiesa di «S. Leutii de Petra in Valle Siciliani».
Nell'interno, costituito da un'unica navata, sono collocati: altari barocchi, pitture su tela del XVII secolo, un organo settecentesco e un'acquasantiera a catino del XVI secolo. La vasca che contiene l'acqua benedetta, interamente ricavata da un blocco di pietra, propone una forma a bacino quadrilobato in cui sono state scolpite figure di animali acquatici: pesci, anguilla e lucertola. L'esterno del manufatto è fregiato dalla presenza di quattro teste di angeli. Appartengono al sacro corredo di questa chiesa anche due croci astili, in argento, attribuite a Nicola da Guardiagrele.

#### Chiesa di San Giovanni Battista
Il sacro edificio è ubicato all'interno del tessuto urbano del paese ed apre la facciata, a coronamento orizzontale, alla sommità di una ripida e stretta stradina delimitata e fiancheggiata da abitazioni. L'aula sacra, si sviluppa da una pianta quadrata su una superficie di 50 m² ed ospita un solo altare sormontato da colonne e decorato da stucchi. La primitiva costruzione della chiesa, elevata in conci di pietra, risale al XV secolo, dalla data 1432, che compare nell'iscrizione scolpita sulla chiave di volta dell'arco del portale. Il suo prospetto frontale è aperto dall'ingresso che reca, invece, incisa sull'architrave del portale la data 1676, cui si uniscono anche l'orologio, alloggiato nella cavità dell'antico rosone, e il campanile a vela che ospita due campane, entrambi aggiunti, probabilmente, nel XVIII secolo.
L'epigrafe della chiave dell'arco, incisa in caratteri gotici, è la più antica che si trova nel borgo e tramanda che la chiesa fu eretta nel mese di giugno, dell'Anno del Signore 1432, nel corso della decima indizione, per mano del mastro Marco da Trignano, quando a Pietracamela era vicario il notaio Nicola da Guardiagrele. Il testo dell'epigrafe:

«ANNO DNI .
MCCCCXXXII . DE . MESE . JUNI
. X . IND . TEMPORE
OFFITIJ . VICARIAT .
NOTARIJ . NICOLAI
DE GUARDIA . GREL .
P.. MAN . MAGISTI
MARCI .  DE . TRIN
GIANO .  FACTA . E.»

Interpretata: «Anno D(omi)ni 1432 de mese Junij X ind(ictione) tempore offitij vicariat(i) notarij Nicolai de Guardiagrel(e) p(er) man(us) magist(r)i Marci de Tringiano facta e(st)».

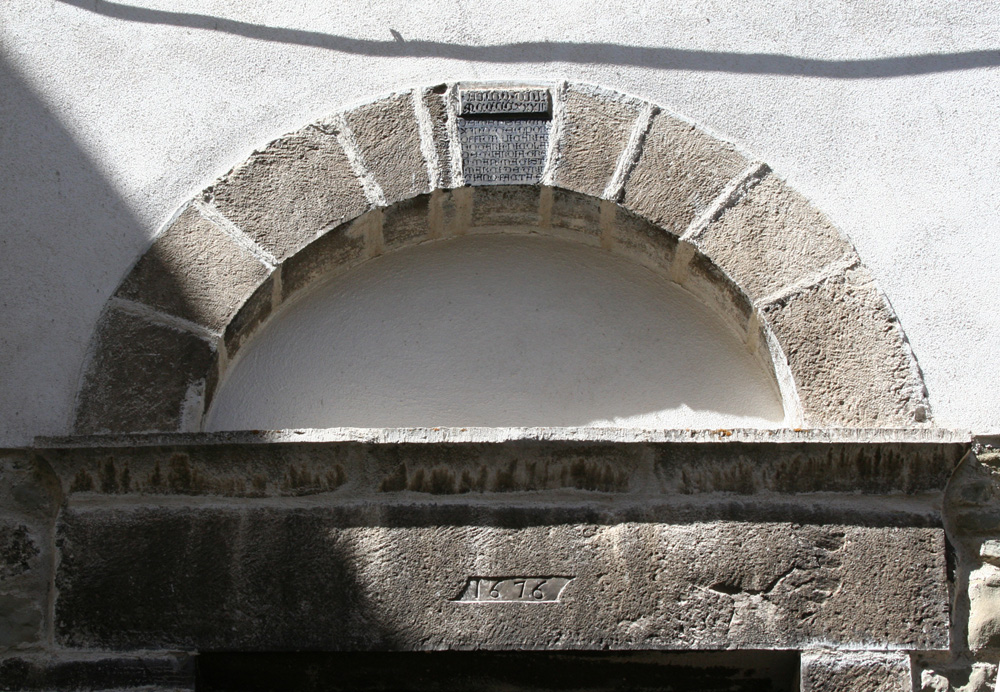
Architrave del 1676, chiesa di San Giovanni Battista.
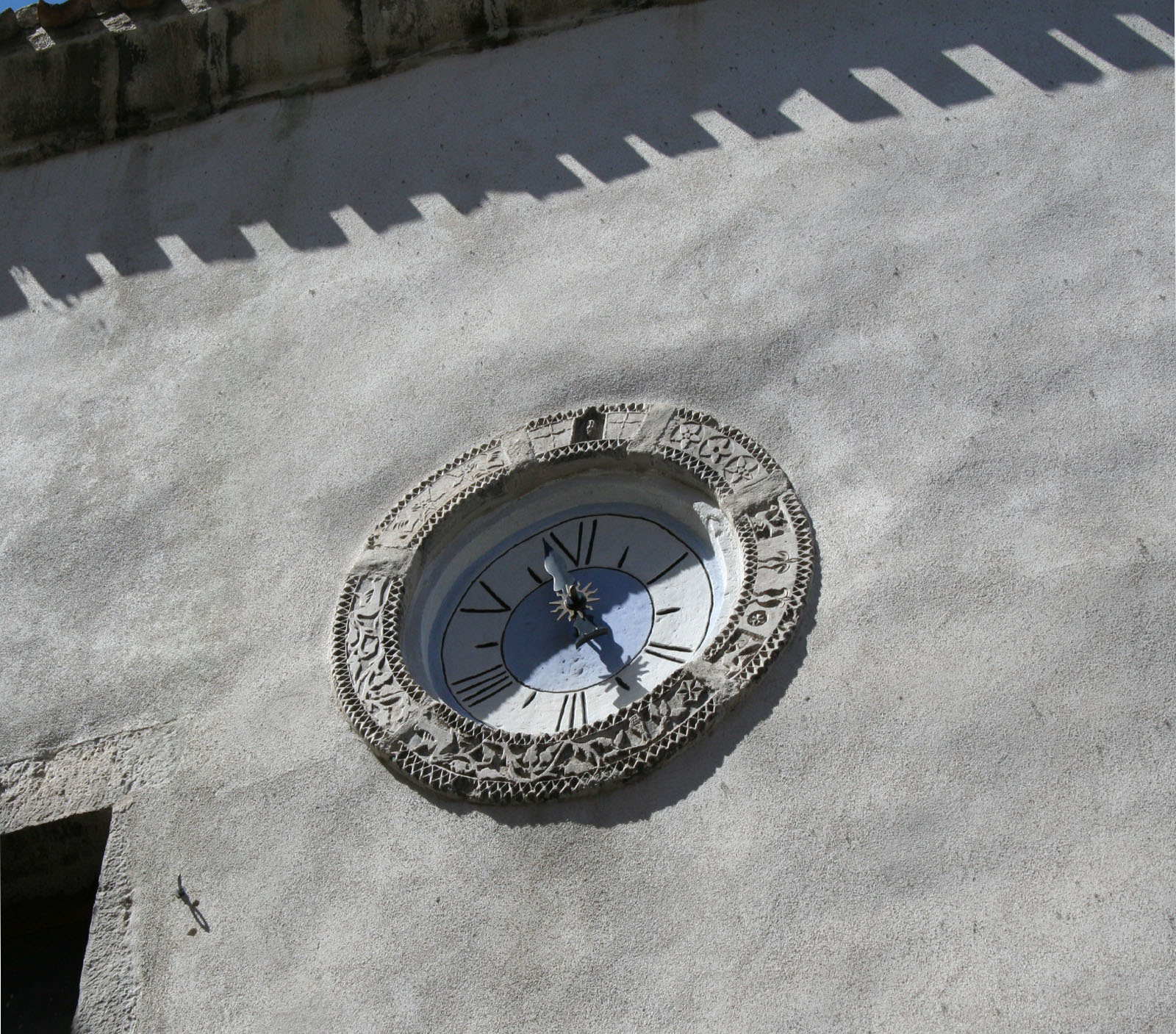
Orologio della chiesa.

#### Chiesa di San Rocco
Il piccolo edificio sacro si eleva al di fuori dell'incasato del borgo, lungo la salita che giunge alla fine dell'agglomerato urbano. Il periodo di edificazione della chiesa risalirebbe al XVI secolo, quando fu probabilmente eretta e dedicata a san Rocco, protettore degli appestati e dei piagati, come altre in provincia di Teramo, durante l'epidemia di peste che colpì il territorio tra il 1528 e il 1529.
L'età di costruzione risulta avvalorata anche dalla presenza della data 1530 (A.D.M.D.XXX) riportata sull'architrave del portale d'ingresso. Oltre all'anno, sul soprassoglio, si trovano scolpiti anche il trigramma bernardiniano IHS e un versetto del Pange Lingua di sant'Agostino che così recita: «SOA . FIDES . SVFFICIT». La facciata si delinea con caratteristiche di semplice essenzialità, corredata da un campanile a vela che accoglie una sola campana. Rifinita a murazione liscia è aperta da due monofore allungate con arco a tutto sesto, definite da cornici in pietra, simmetriche rispetto all'asse centrale del prospetto.  All'interno, l'aula sacra, scandita in una sola navata, si mostra abbellita da un unico altare e dalla presenza delle effigi statuarie di sant'Antonio da Padova, san Rocco e la Madonna, vestita di bianco, con in braccio il Gesù Bambino.

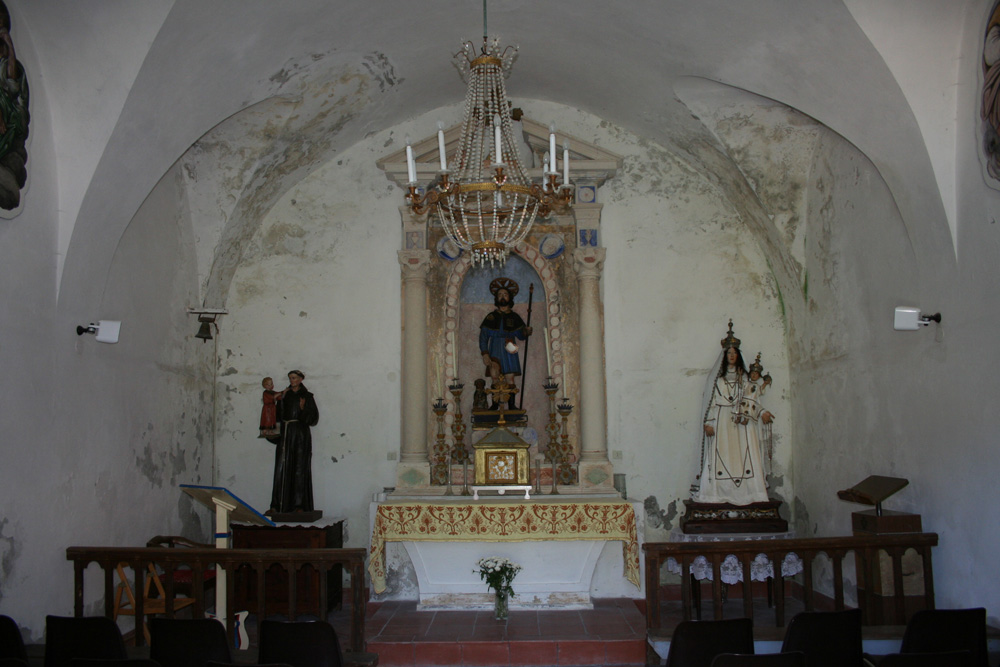
Interno della chiesa di San Rocco.

#### Chiesa della Madonna di Collemolino
Edificio religioso, ormai in rovina, di cui restano le mura perimetrali, è noto anche come la Chiesa della Madonna della Verità e Madonna di Loreto. Si eleva fuori dal centro urbano del borgo, nei pressi di Porta Fontana. Non si conoscono la storia e l'età della costruzione. L'impostazione architettonica della fabbrica si componeva di un modesto atrio che introduceva al portale d'ingresso e al vano sacro, dove si trovava un affresco del 1604.

### Architetture civili

#### Casa Signoretti o Casa deLi Signuritte
La Casa de li Signuritte è una dimora privata ubicata al centro del paese. La costruzione dell'edificio è databile tra la seconda metà del XIV secolo e l'inizio del XV. Mostra sulla facciata due finestre bifore ad architrave piano e una nicchia che ospita un crocifisso in maiolica. Sull'architrave della prima bifora vi sono i bassorilievi di una testa e di un paio di forbici (o forse cesoie da tosatore) con le lame aperte che potrebbero rappresentare il simbolo della Corporazione dei lanai. Il vano della finestra è diviso dalla presenza di una colonnina tortile che si eleva da una base ornata con una testa zoomorfa sporgente e si avvicina all'architrave con un capitello su cui si trovano quattro facce. L'architrave della seconda bifora è fregiato dal bassorilievo di un cavaliere intento a suonare la tromba e due facce ritratte una di fronte e l'altra di profilo. La colonnina che divide la luce della finestra è a fusto liscio; la base ha la forma di un piccolo busto umano con braccia minute e incrociate sul petto, mentre il copricapo si estende sul fusto del sostegno.

#### Casa Torre
Casa Torre è un antico edificio che si eleva nei pressi della chiesa di San Leucio, nei tempi passati è stato utilizzato dagli abitanti del paese come torre di avvistamento.

#### Mulino comunale
Fu costruito nel XVII secolo in una zona esterna rispetto al centro abitato, a circa 400 metri dal borgo. Era un mulino ad acqua, funzionante con la forza motrice delle acque del Rio Arno.

#### Lavatoio pubblico
Le antiche vestigia del lavatoio del borgo,  si trovavano lungo il tracciato del percorso sentieristico che collega Pietracamela con il paese di Intermesoli.
L'edificio è stato completamente distrutto da una frana nel marzo del 2011.

#### Il Monte Calvario
Rilievo roccioso che sovrasta il corso del Rio della Porta, alla cui sommità sono state disposte tre grandi croci.

## Società

### Evoluzione demografica
Abitanti censiti

## Cultura

### Istruzione

#### Musei

##### Museo delle genti e degli antichi mestieri
Il Museo delle genti e degli antichi mestieri è un museo etnografico, allestito all'interno delle sale dello stabile del Municipio, (edificio che si trova tra i primi fabbricati all'arrivo in paese). L'esposizione permanente raccoglie e mostra immagini, oggetti, strumenti, utensili da lavoro di uso quotidiano della laboriosa civiltà contadina e montanara.

##### Museo dell'alpinismo
Il Museo ha sede nella frazione di Prati di Tivo ed accoglie un'esposizione permanente che documenta la storia delle esplorazioni del Gran Sasso d'Italia. La raccolta si compone anche di numerose testimonianze scritte e fotografiche realizzate dal gruppo degli "Aquilotti del Gran Sasso d'Italia": appassionati alpinisti, arrampicatori e scalatori di Pietracamela.

## Economia

### Turismo
Nel comune si praticano: escursionismo, alpinismo, scialpinismo e arrampicata sulle cime maggiori del Gran Sasso (Corno Grande, Corno Piccolo, Pizzo d'Intermesoli), nel territorio comunale ha luogo la Marcia dei Tre Prati. Pietracamela è inoltre punto di arrivo/partenza della traversata che giunge/arriva da Campo Imperatore passando da Campo Pericoli e la Val Maone. Sono noti la località di Prati di Tivo, polo sciistico e il Rifugio Carlo Franchetti, il più alto del Gran Sasso. Dal 2007 il comune è associato al club dei Borghi più belli d'Italia.

## Amministrazione
Il comune è stato retto da un commissario prefettizio, la dottoressa Silvana D'Agostino, a causa del mancato raggiungimento del quorum elettorale nella tornata anticipata del 31 maggio 2015.

### Sindaci del Comune di Pietracamela dal 1993 ad oggi
| Periodo          | Periodo          | Primo cittadino     | Partito                                                  | Carica                  | Note          |
| ---------------- | ---------------- | ------------------- | -------------------------------------------------------- | ----------------------- | ------------- |
| 6 giugno 1993    | 29 luglio 1997   | Luigi Montauti      | Lista Civica di Centro-sinistra                          | Sindaco                 | [ 36 ] [ 37 ] |
| 30 luglio 1997   | 16 novembre 1997 | Maurizio Ianieri    |                                                          | Commissario prefettizio | [ 38 ]        |
| 17 novembre 1997 | 22 febbraio 2007 | Giorgio Forti       | Lista Civica di Centro-sinistra                          | Sindaco                 | [ 39 ] [ 40 ] |
| 23 febbraio 2007 | 27 maggio 2007   | Maurizio Ianieri    |                                                          | Commissario prefettizio | [ 41 ]        |
| 28 maggio 2007   | 17 agosto 2014   | Antonio Di Giustino | Lista Civica Insieme per Pietracamela                    | Sindaco                 | [ 42 ] [ 43 ] |
| 18 agosto 2014   | 5 giugno 2016    | Silvana D'Agostino  |                                                          | Commissario prefettizio | [ 34 ]        |
| 5 giugno 2016    | 4 ottobre 2021   | Michele Petraccia   | Lista Civica Cambia menti                                | Sindaco                 |               |
| 4 ottobre 2021   | in carica        | Antonio Villani     | Lista Civica Insieme possiamo la Pietracamela del futuro | Sindaco                 |               |